# Костёл Благовещения Пресвятой Девы Марии и монастырь бригиток

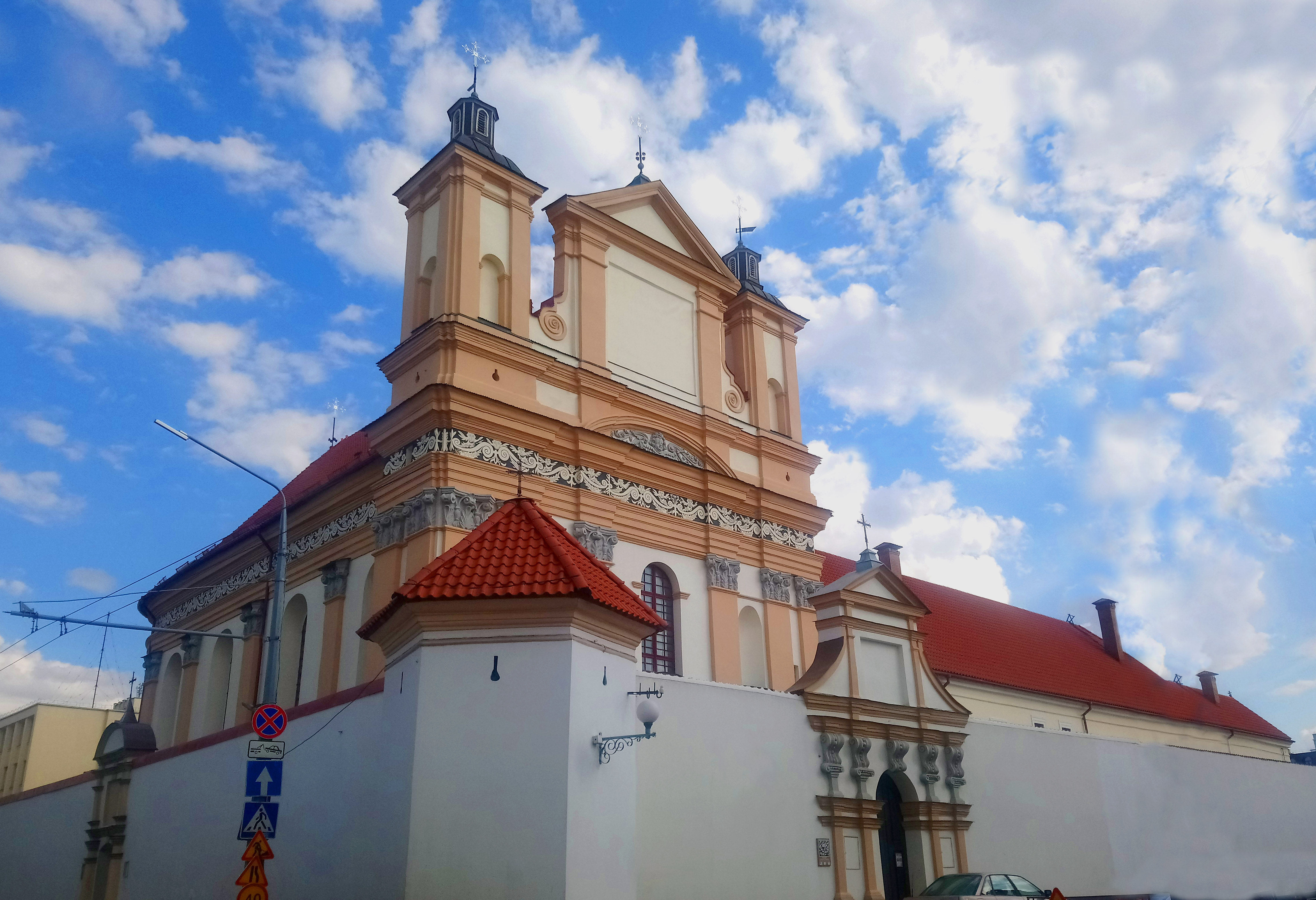

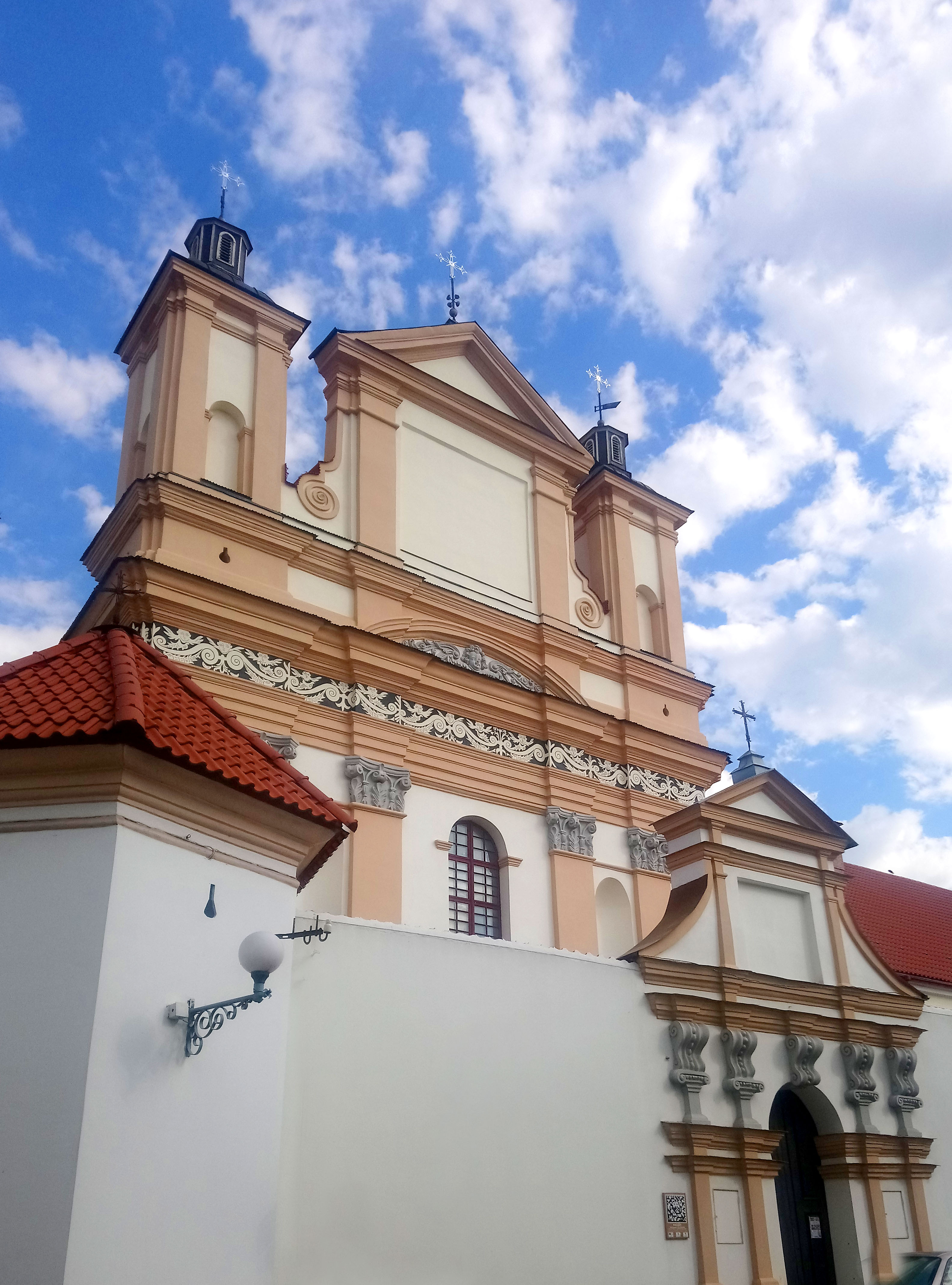

Костёл Благовещения Пресвятой Девы Марии и монастырь бригиток (Церковь Благовещения Пресвятой Девы Марии и монастырь бригиток) — памятник архитектуры раннего барокко (так называемого любельского типа ренессансного костёла) с элементами готики и ренессанса, был построен в Гродно в 1634—1642 годах на улице Язерской (позже улица Скидельская, Купеческая, Бригитская), застройка которой на то время была деревянной.

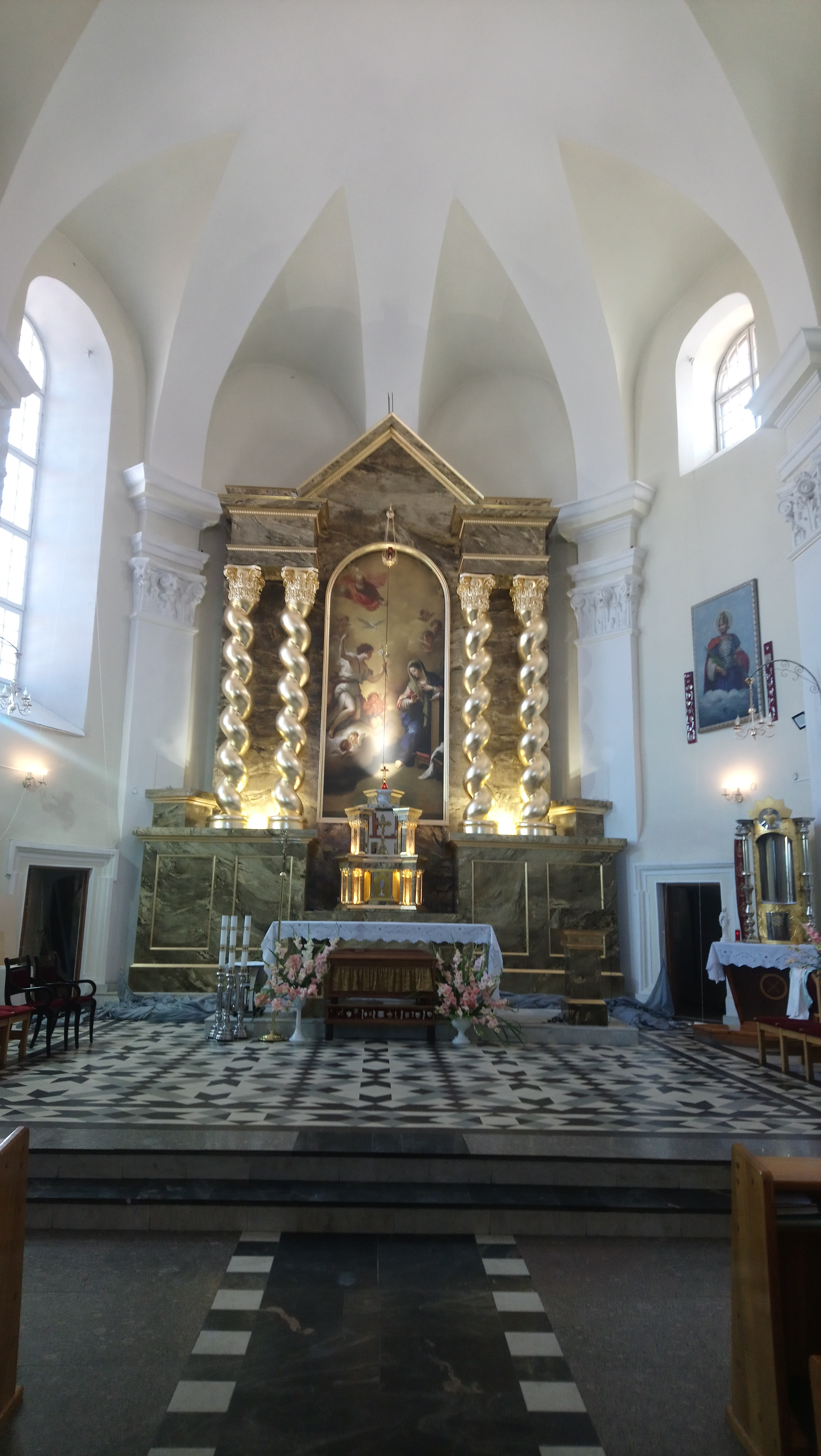

Ансамбль является одной из доминант города. Расположен в историческом центре Гродно по адресу улица Карла Маркса, 27. Ансамбль бывшего монастыря бригиток включает в себя храм, жилой корпус, деревянный лямус и каменную ограду с воротами. Сам ансамбль является памятником архитектуры республиканского значения второй категории.
В архитектурных деталях бригитского храма и монастыря видно заметное отклонение от классических барочных форм. Это проявилось в достаточно вольной трактовке капителей пилястр коринфского ордера, в декоративной отделке порталов и особенно — в архитектурных мотивах ворот, которые лишь отдалённо напоминают формы западноевропейской архитектуры. В них неизвестный белорусский мастер, получив определённую свободу от инвестора, проявил свой самобытный изобразительный талант.
По мнению исследователей, храм бригиток является одним из самых ранних аутентичных образцов барочного двухбашенного фасада в сакральном зодчествеБеларуси, а сочетание в нём ренессансных и барочных черт придаёт ему особую убедительность и характерность.
Во дворе комплекса сохранилось уникальное, самое древнее в Беларуси, деревянное здание — лямус. В архитектуре и конструкциях построек нашли своё отражение традиции белорусского народного зодчества.
Ансамбль представляет большой архитектурный интерес, потому что сохранился до нашего времени почти без перестроек.

## История храма и монастыря бригиток

### Во времена Речи Посполитой

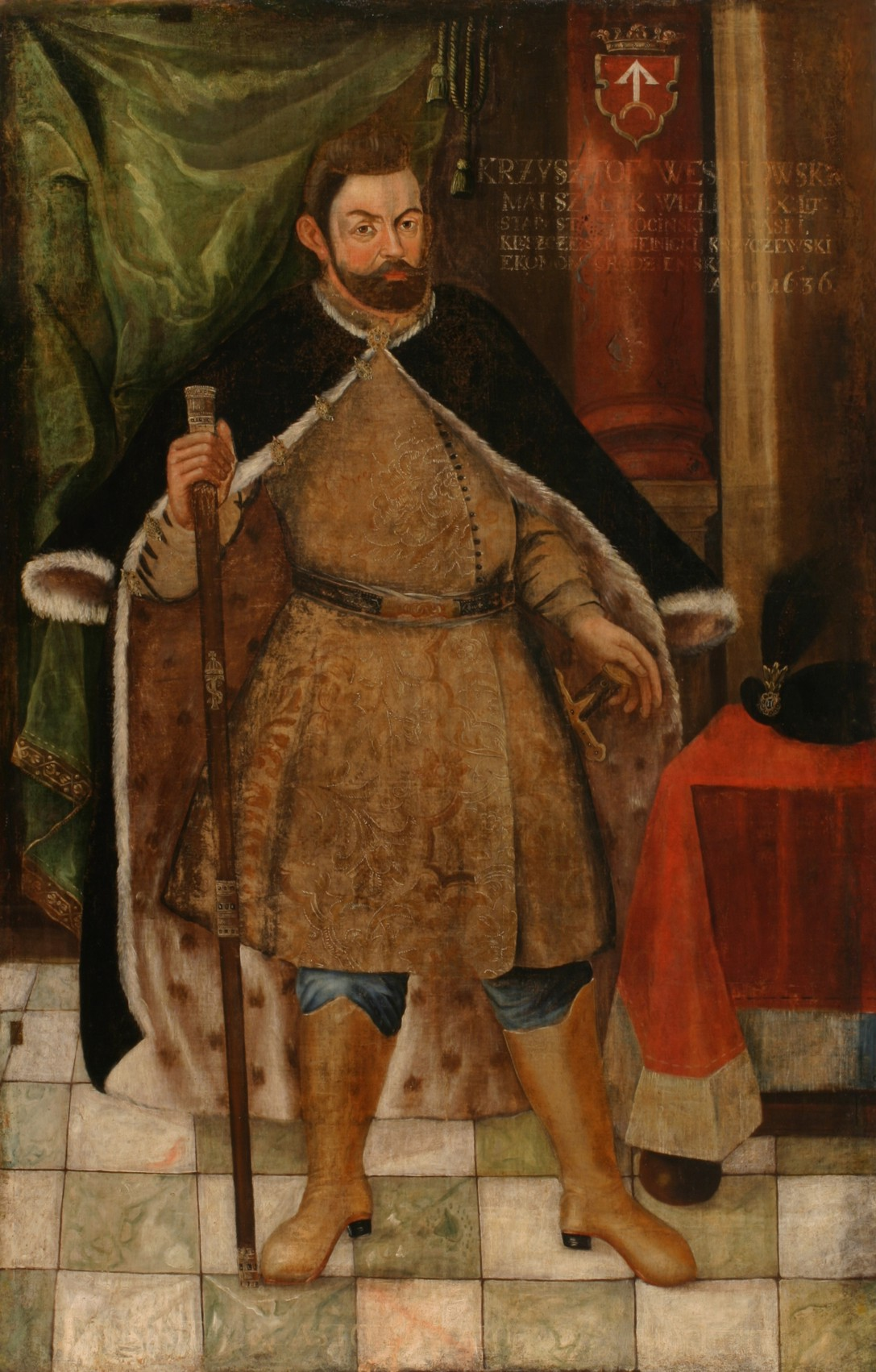
Основатель храма Кшиштоф Веселовский

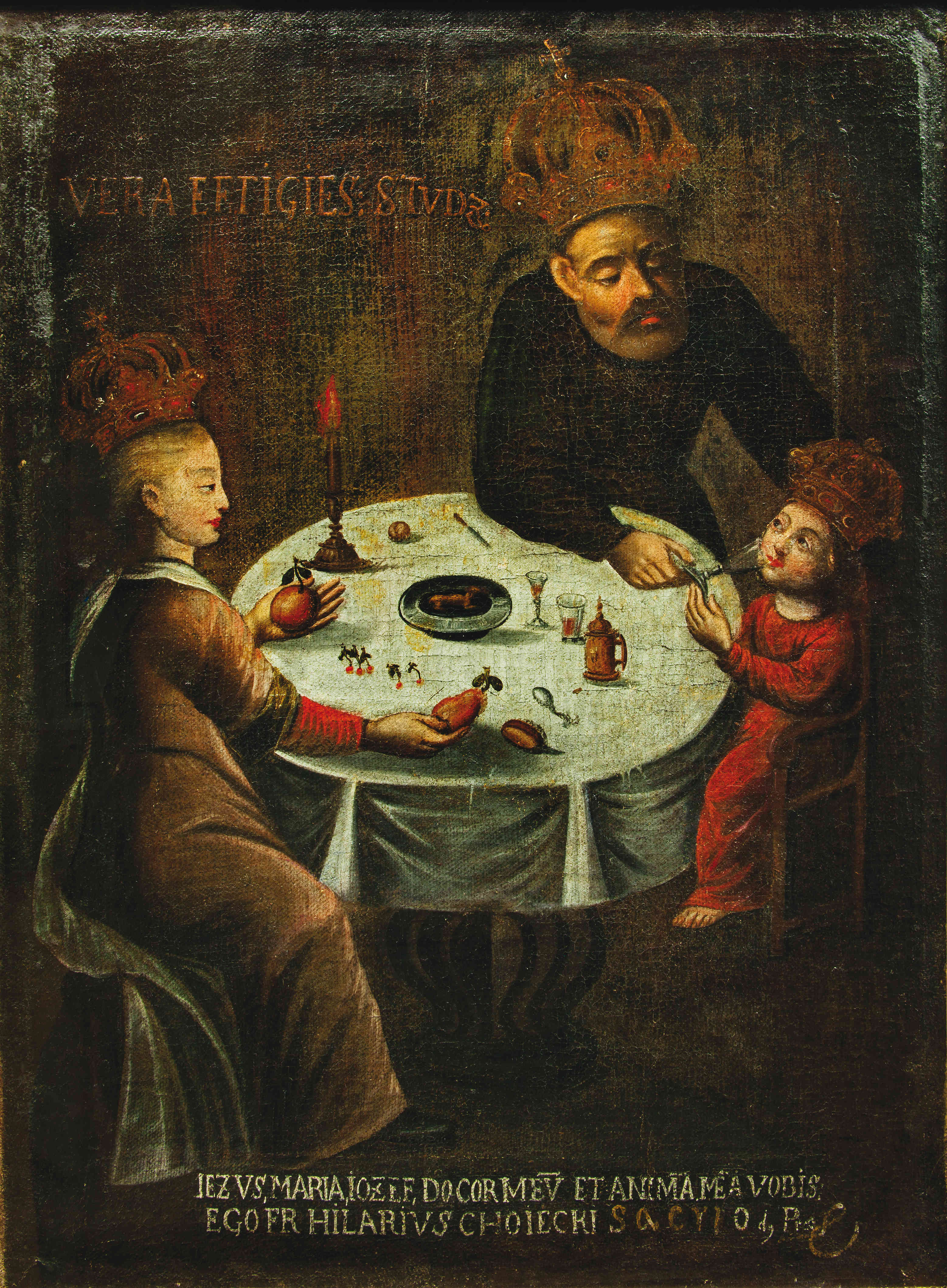
считается, что на картине Гтлярия Хаецкого «Святое семейство», изображена семья Веселовских фундаторов костёла

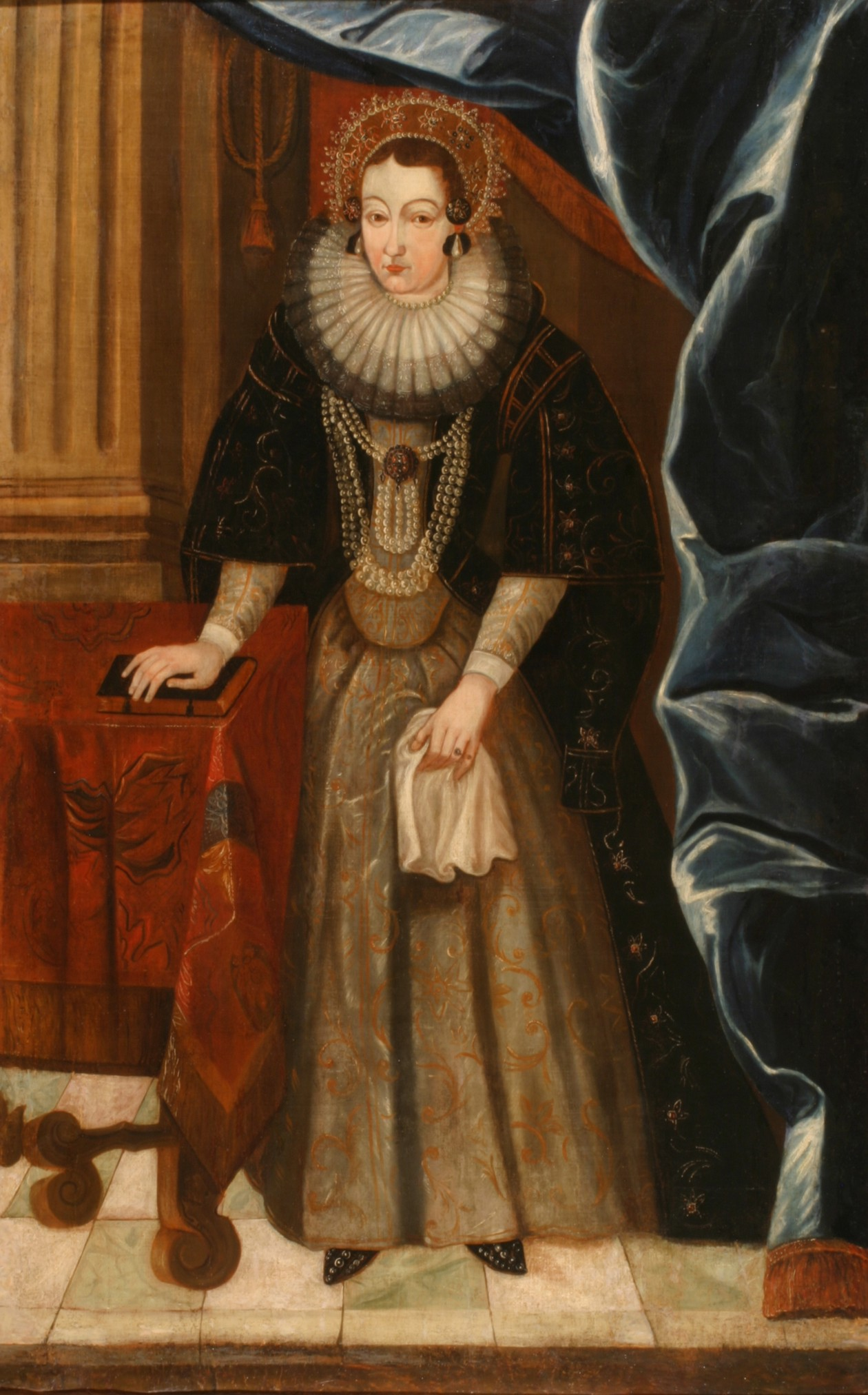
Гризельда Сапега (1630-е годы, неизвестный художник)

Основателями монастыря считаются надворный маршалок Великого княжества Литовского Кшиштоф Веселовский и его жена Александра Мариана из рода Собеских, которые в 1634 году пригласили в Гродно орден бригиток и подарили ему несколько земельных участков в самом городе и фольварки в Гродненском и Волковысском поветах. Возможной причиной такого решения могла быть смерть жены и приёмной дочери Гризельды. Благодаря поддержке Веселовского в 1636 году был поставлено сначала деревянное, а потом в 1642 году и каменное здание костёла по проекту итальянского архитектора Бенедетто Моли в стиле раннего барокко. Первые 8 сестёр-бригиток во главе с Доротой Фирлей прибыли в Гродно из Люблина в 1634 году и поселились сначала в деревянном лямусе, построенном в том же году. Уже 6 декабря 1636 года произошёл торжественный вход восьми сестёр-бригиток в монастырь. В Национальном историческом архиве Беларуси в Гродно хранится «Реестр имущества монастыря бригиток» от 1636 года, где перечислены колокола, литургические одеяния, полотно, посуда, лари и зелёный шкаф. В январе 1637 года в костёл перевезли из Вильно прах Гризельды, а в апреле тут похоронили Кшиштофа Веселовского. Король Владислав Ваза давал монастырю привилеи в 1638 и 1643 годах.
в 1646 году Иоган Шретер создал для костёла алтарные картины: «Благовещение», «Святая Бригитта», «Святая Анна», «Непорочное зачатие Девы Марии» и др.

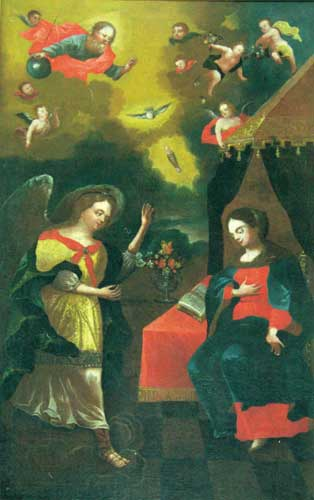
«Благовещенье», образ XVIII века.

Храм был освящён 19 октября 1651 года виленским епископом Юрием Тышкевием в честь Благовещения Пресвятой Девы Марии. Костёл имел семь алтарей, главный был освещён в честь Благовещения, другие были в честь святого Августина, святого Иосифа, святой Бригитты, святого Казимира, святой Екатерины Шведской. Также в костёле хранились реликвии святого Климента, считавшегося заступником Гродно, подлинность реликвии подтверждали документы Римской курии (1768) и виленского епископа (1780).
А. Собеская отписала монастырю местечко Кременица, фольварки Князево, Мартыновщина, Узловцы, Шиловичи, Задворье, Рогозница, выделила деньги на госпиталь. Первой игуменьей была Анна Собеская, родная сестра Александры Веселовской.
Монастырь серьёзно потерпел от шведской оккупации Гродно во время русско-польской войны, когда монахини были вынуждены покинуть Гродно и три года жить в Гданьске, пока монастырь не был обновлён.
Согласно Уставу и практике бригитского ордена, в монастырь принимали девушек из дворянских и магнатских семей, обычное их количество было около 20-30 человек, а максимальное — 40. Так в 1745 году их было 31. Духовниками гродненских бригиток были ксендзы-бернардинцы. Но в 1752 году бригитки отказались от услуг бернардинцев из-за того, что их провинциал Модест Унаровский сменил духовника без согласия монашек. Некоторое время духовниками бригиток были доминиканцы, кармелиты, иезуиты. С 1759 года бригитки снова вернулись к услугам бернардинцев. С конца XVIII века в монастыре воспитывали девочек-сирот из дворянских семей.
Главными храмовыми праздниками были Благовещение, дни памяти святых Екатерины, Климента, Бригитты и апостола Петра.
В 1684 году в Вильно специально для монашек был выпущен молитвенник «Breviarium monialum» (специальное пособие с молитвами и описанием хода богослужения). Занимались монашки и хозяйственными работами, производя продукты на продажу в Гродно и его окрестностях. Каждый год в Кёнигсберг из имений монастыря водным путём отправлялись зерно, а оттуда везли соль, железо, посуду, ароматные коренья. Также монастырь бригиток был известен производством воска.

### В составе Российской империи

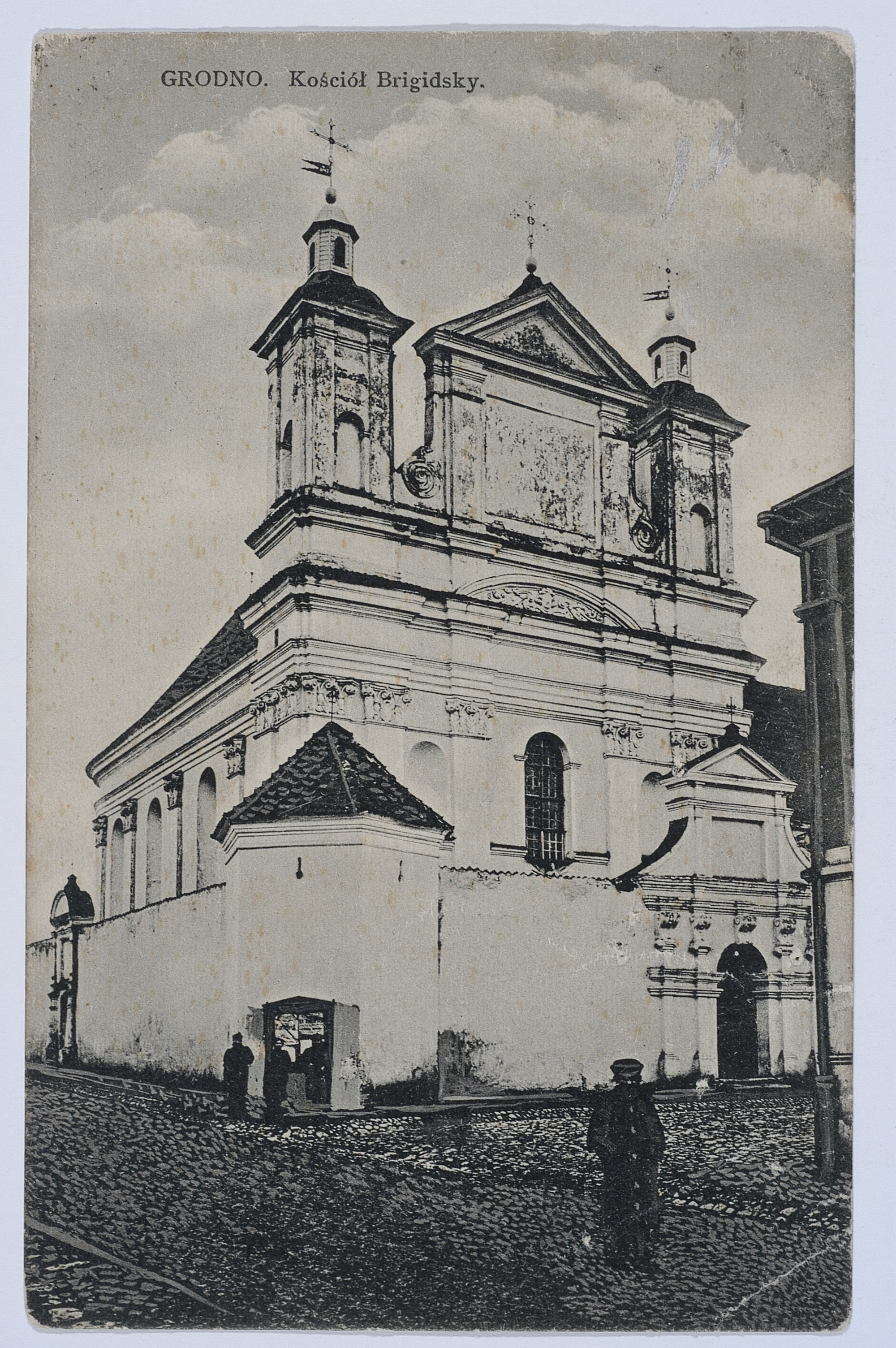
Костёл на фото начала XX века. Облик костёла не изменился за минувшие 100 лет.

После пожара 1827 года в комплексе проводились ремонтные работы, достраивается ещё одна часть монастыря, замкнувшая монастырское строение и костёл, создав прямоугольное внутренне подворье.

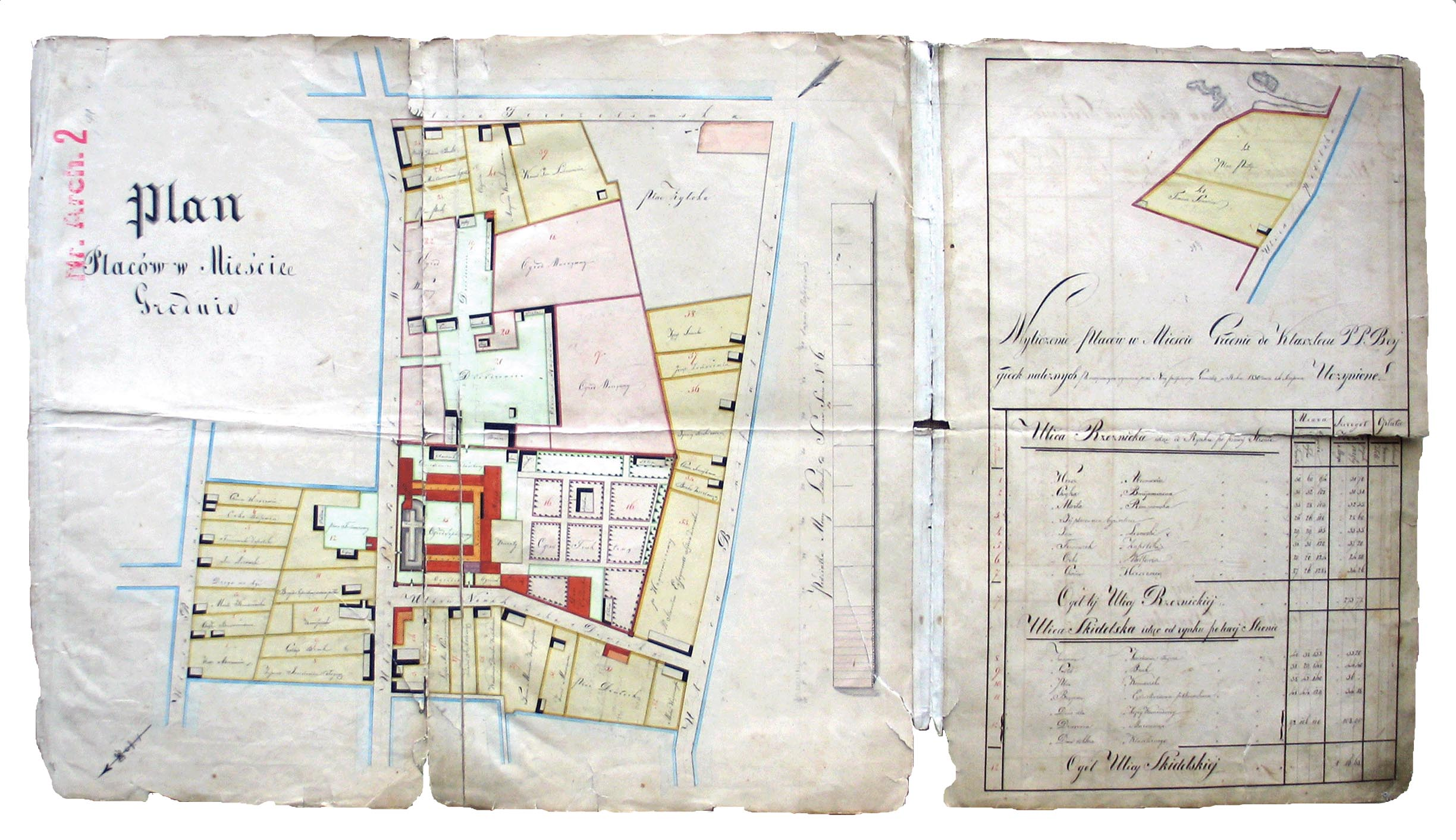
План 1830 года. Отображены участки в Гродно, принадлежавшие монастырю бригиток

В 1842 году российские власти издали указ о ликвидации монастыря ордена Святой Бригитты в Гродно. Самим сёстрам, однако, позволили остаться в старых стенах до конца их жизни. Кроме того, в монастыре поселили монашек из закрытых монастырей: бенедиктинок из Несвижа, бригиток из Луцка и доминиканок из Новогрудка.
В XIX веке царские власти используют помещения бригитского монастыря (так же как и иезуитского[уточнить]) в качестве тюрьмы. Сюда в 1827 году поместили по решению суда Корнелию и Ксаверию Рукевич, участниц движения декабристов и сестёр известного филомата и члена общества «Военные друзья» Михала Рукевича (1794—1841). Согласно с царским приговором «сестёр дворянина Рукевича Ксаверию и Корнелию вместо определённой им Его Величеством кары держать в монастыре: Ксаверию — один год, а Корнелию — шесть месяцев». Сёстры пробыли в монастыре бригиток: Ксаверия — с 22 мая 1827 по 3 июня 1828, Корнелия — с 22 мая по начало декабря 1827 г..
За участие в польском восстании российские власти наложили контрибуцию на римско-католическое духовенство. Гродненский монастыр бригиток, как монастырь первой категории, должен был внести в казну 553 рубля, что было в то время большой суммой.
Костёл и монастырь едва  уцелели во время пожара 1885 года, хотя была повреждена огнём звонница и расплавились колокола и даже сгорели двери костёла. В 1891 г. в монастыре осталось 5 монашек, а в  1907 году всего 2 престарелые сестры (да ещё две так называемые «аспирантки»), для опеки над которыми архиепископ виленский Эдуард Роп добился от властей принятия кандитаток. Последней из сестёр-бригиток была Элеонора Скрежендевская.
В 1908 году монастырь передали под опеку ордена Святой семьи из Назарета и его генеральной матери Лауреты. Первой аббатисой монастыря назаретанок в Гродно стала мать Паула. В сентябре 1908 года мать Паула (до этого довольно известная художница Мария Гажич, продавшая своё имение Тополяны и все полученные деньги отдавшая на реконструкцию костёла и монастыря бригиток; после смерти похоронена на старом католическом кладбище на улице Антонова) получила от властей подтверждение положения настоятельницы бригиток. Вместе с ней в Гродно приехали ещё две сестры, а позже ещё три. С 1909 года пробстом при монастыре был Ф. Гринкевич (1884—1933) — белорусский религиозный и культурный деятель. В тот же год в костёле проходит первая так называемая «июньская служба».

### В составе Польши и в советское время
Во время немецкой оккупации сёстры открыли первую в Гродно польскую гимназию, и до начала второй мировой войны в помещениях монастыря находилась школа назаретанок, в которой училось 200 детей. В 1935 году городские власти рассматривали вопрос о выделении средств на реставрацию здания монастыря.
Во время Второй мировой войны сёстры-назаретанки были депортированы в Старобельск Ворошиловградской области.
25 марта 1950 года решением горисполкома костёл был закрыт, а монастырь использовался сначала как детский сад, а потом как психиатрическая больница и другие медицинские учреждения. В 1961 году исследовательница архитектуры Е. Квитницкая в подвалах костёла нашла архив монастыря, а искусствовед Е. Аладова — портреты Кшиштофа и Александры Веселовских, Гризельды Вадинской. Они были отреставрированы в Государственном Русском музее А. Брындаревым и теперь выставлены в Национальном художественном музее Республики Беларусь в Минске. В 1970—1980 годах в костёле велись реставрационные работы, предполагалось использовать костёл как концертную залу из-за хорошей акустики помещения.
В 1990 году костёл был передан католической церкви и 2 июня 1992 освещён архиепископом Тадеушем Кондрусевичем как костёл Благовещенья Девы Марии, а после постройки нового помещения психиатрической больницы в Гродно помещение монастыря было передано верующим. Сейчас в нём ведутся ремонтные работы.

### Постсоветское время
13 сентября 2008 года в костёле Благовещения Пресвятой Девы Марий присутствии митрополита Тадеуша Кондрусевича, епископов Антония Демьянки и Александра Кашкевича, а также генеральной матушки назаретанок Дженис Фульмер было учреждено была торжественно объявлена Белорусская провинция ордена назаретанок во главе с сестрой Неревушей Подельницкой.

## Роль комплекса в застройке Гродно

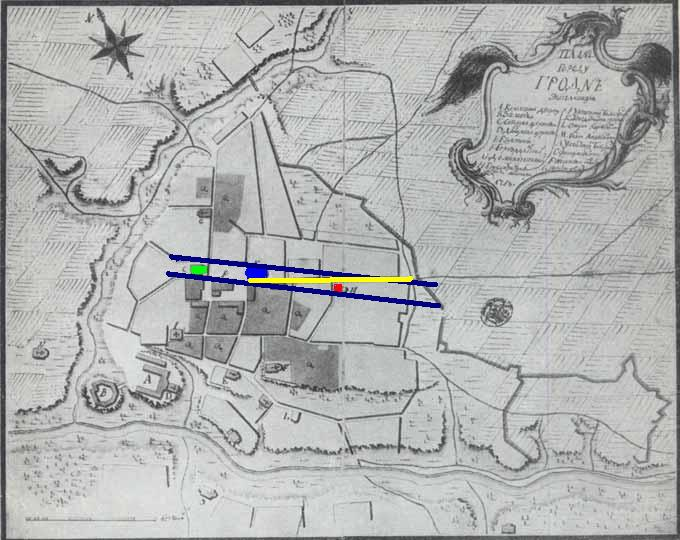
Основные доминанты города — Фарный костёл (зелёный цвет), Иезуитский костёл (синий цвет) и Бригитский костёл стояли почти на одной линии, создавая локальную градостроительную ось. Жёлтым цветом обозначена улица Язерская (Маркса).

XVII век был для Гродно временем интенсивного строительства костёлов и монастырей. Кроме уже существоваших Фарного костёла (не сохранился), костёла Св. Духа, Бернардинского мужского монастыря с костёлом появились Бернардинский женский (не сохранился), Бригитский, Иезуитский, Доминиканский (частичная сохранность), Францисканский, Кармелитский (частичная сохранность), Бонифатерский (не сохранился) монастыри и костёлы. Они стали опорными пунктами планировки города и имели определяющую роль в его архитектурном облике.
Система размещения монастырей была такой, что они занимали все стратегические пункты на подступах к центру города и стояли на главных магистралях. костёлы размещались так, что при движении в центр города их размеры увеличивались, благодаря чему создавалось постепенное наращивание мощи архитектурного воздействия.
Для постройки комплекса костёла и монастыря бригиток понадобился достаточно большой участок земли, нужная территория нашлась в самом конце улицы Язерской (современная К. Маркса), на углу улицы Новиковской (современная улица Молодёжная). И, несмотря на то, что участок был достаточно большой и просторный, нашлись обстоятельства, вынудившие проектировщика отступить от канонов строительства.

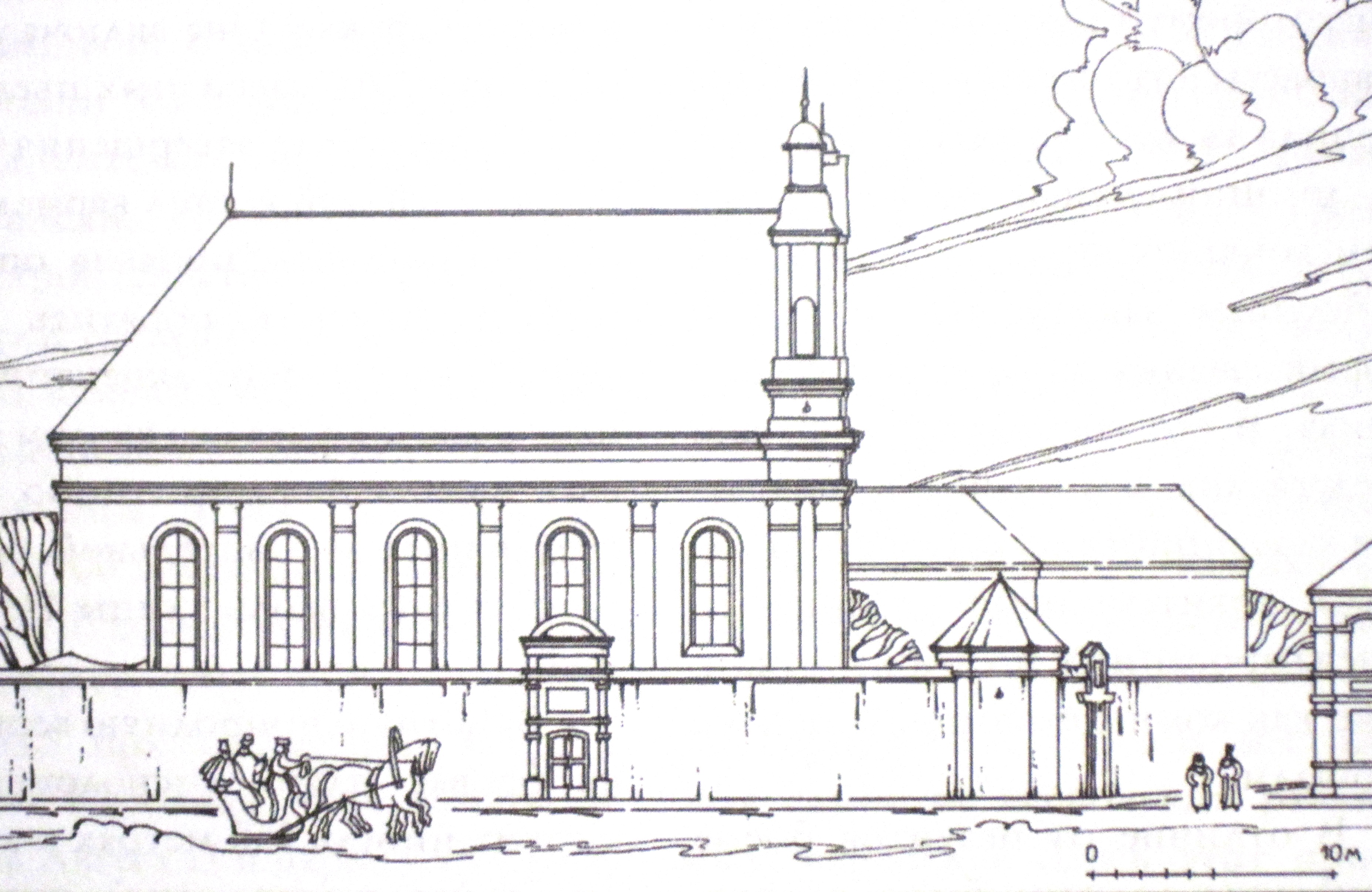
Рисунок костёла согласно эскизов начала XIX в. Вид с улицы К. Маркса

Вместо канонического трёхнефного храма неизвестный архитектор поставил однонефный костёл алтарём на восток, а боковым фасадом к улице Язерской. Главный западный фасад был исполнен как монументальная композиция, акцентированная по вертикали. При этом костёл замыкал перспективу улицы Новиковской, делавшей в этом месте изгиб. Вместо двух помещений для монахов и монашек, которые согласно статуту ордена должны примыкать к храму с юга и севера, тут был организован один развитый двухэтажный монастырь с замкнутым внутренним двориком. Монастырь размещался только с южной стороны костёла, поэтому появилась возможность придвинуть костёл к улице Язерской, чтобы храм лучше воспринимался в перспективе. Однако он всё же не выходил на линию застройки улицы, поскольку территория комплекса была обнесена каменной стеной с каменными башнями по углам. Высокая стена закрывала нижний ярус костёла, и при этом выглядела как мощный  пьедестал. Из-за ограды к небу тянулся ритмичный строй узких оконных проёмов и тонких пилястров. Высокая и гладкая оборонительная стена с пластическими акцентами придавала костёлу ещё больший размер.
Как и другие архитектурные доминанты, комплекс монастыря бригиток хорошо соотносился не только с прилегающей застройкой, но и со всем городом. На бывшей улице Язерской стояли два монастыря — Иезуитский и Бригитский. На площади это направление замыкалось Фарным костёлом. Костёлы были ориентированы вдоль улицы и словно вытянуты в кильватерную линию в направлении к замкам. Очень хорошо было показано общее направление монастыря к началу улицы Язерской, где такое энергичное движение поддерживал величественный костёл иезуитов. Две архитектурные доминанты на одной улице формировали градостроительный комплекс с локальной осью, подчёркивающей движение к центру города.

## Архитектура храма

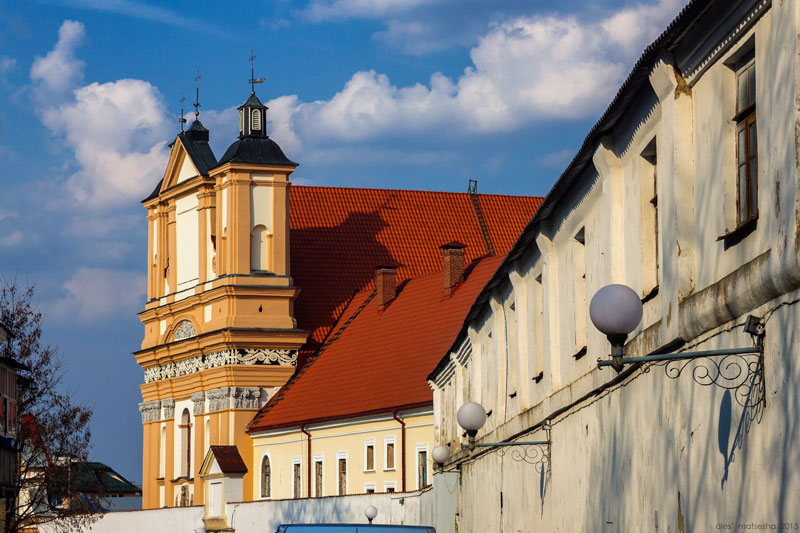
Храм и монастырь бригиток

Костёл — памятник архитектуры раннего барокко. размещён в центральной части комплекса. Смещение всего монастырского комплекса к северо-западному углу участка обусловлено оборонительными мотивами (таким образом осуществлялся контроль важного уличного перекрёстка на подступах к центру), также учитывался ансамбль застройки улицы. В плане комплекса костёл органично соединён с монастырём и создаёт с ним единое целое.

### Экстерьер

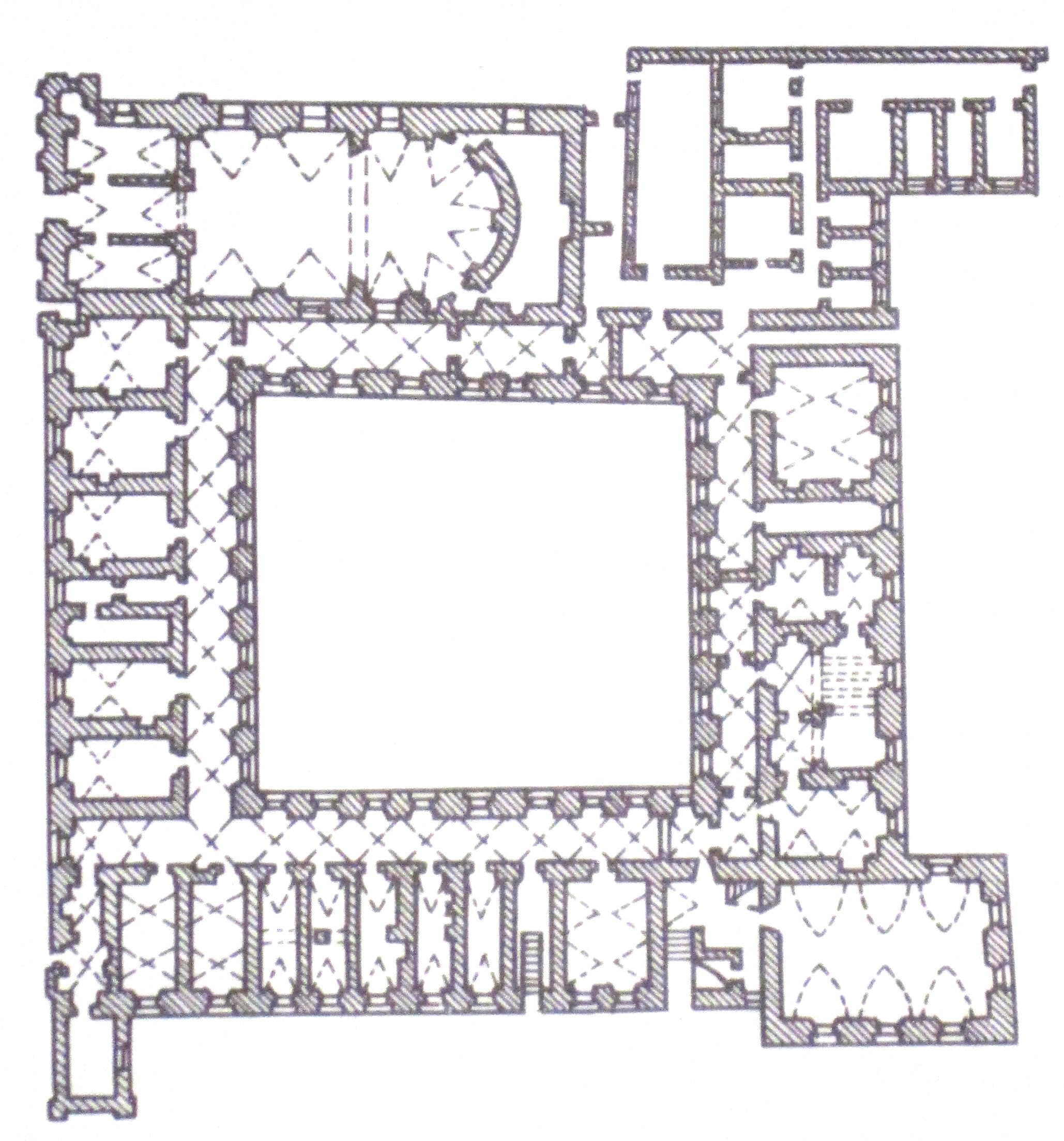
План костёла и монастыря бригиток

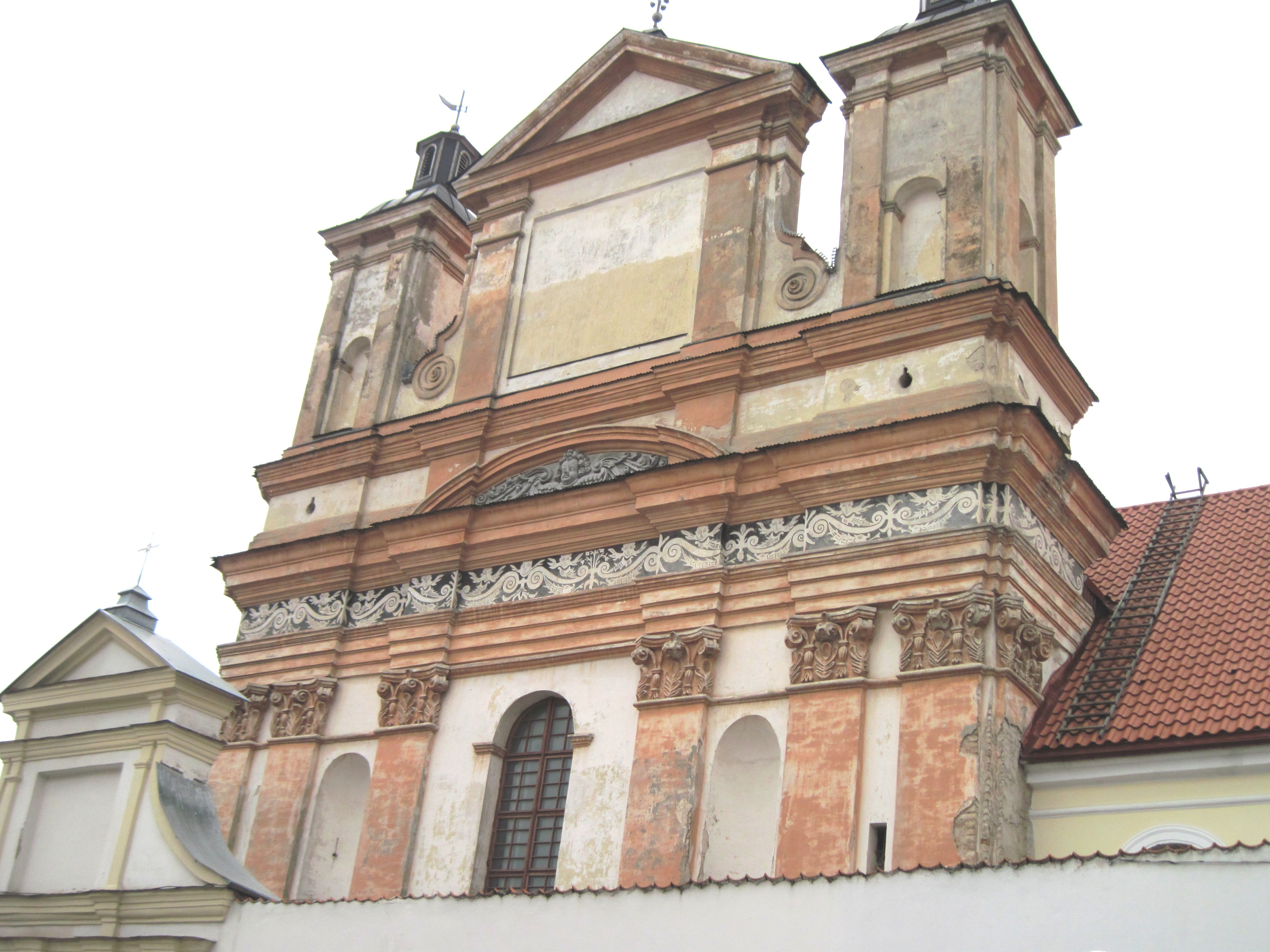
Главный фасад храма

Костёл представляет собой однонефный двухбашенный храм с полуциркульной (полукруглой) апсидой, накрытый общей высокой черепичной крышей. Фасады разделены полуциркульными (полукруглыми) оконными проёмами и крапирован в простенках коринфскими пилястрами, объединёнными общим антаблементом. Особый интерес представляет стена главного фасада, решённая по барочному декоративно-пышно, как театральный занавес для композиции скромного храма. Она шире, чем неф, поскольку органично включает боковые башенки, размещённые по углам сооружения. Фронтальный фасад храма решён плоскостью, которая в сложном ритме крапируется коринфскими пилястрами, тремя ярусами сложно профилированных антаблементов, арочными проёмами и нишами для скульптур. На уровне карниза нефа главный фасад разделяет могучий двухъярусный антамблемент, нижний фриз которого украшен растительным орнаментом в технике сграффито (ренессансный элемент), а верхний фриз в центре украшен сегментным фронтоном с динамичным скульптурным рельефом (барочный элемент). Фасад завершает щит с треугольным фронтоном, который боковыми витыми волютами объединяется с четырёхгранными ярусами боковых башен с портативными сигнатурками. Равная высота башен и фронтонов придаёт решению фасада архитектурную целостность и завершённость. На основном западном фасаде можно выделить композиционные приёмы, выделяющие его среди других гродненских костёлов, в первую очередь Бернардинского и Иезуитского. Так, в отличие от упомянутых костёлов, треугольное размещение ниш получило в бригитском костёле обратную постройку. Основа треугольника переместилась к верху, а вершина к низу. Таким образом вся композиция получила большую динамичность и остроту.

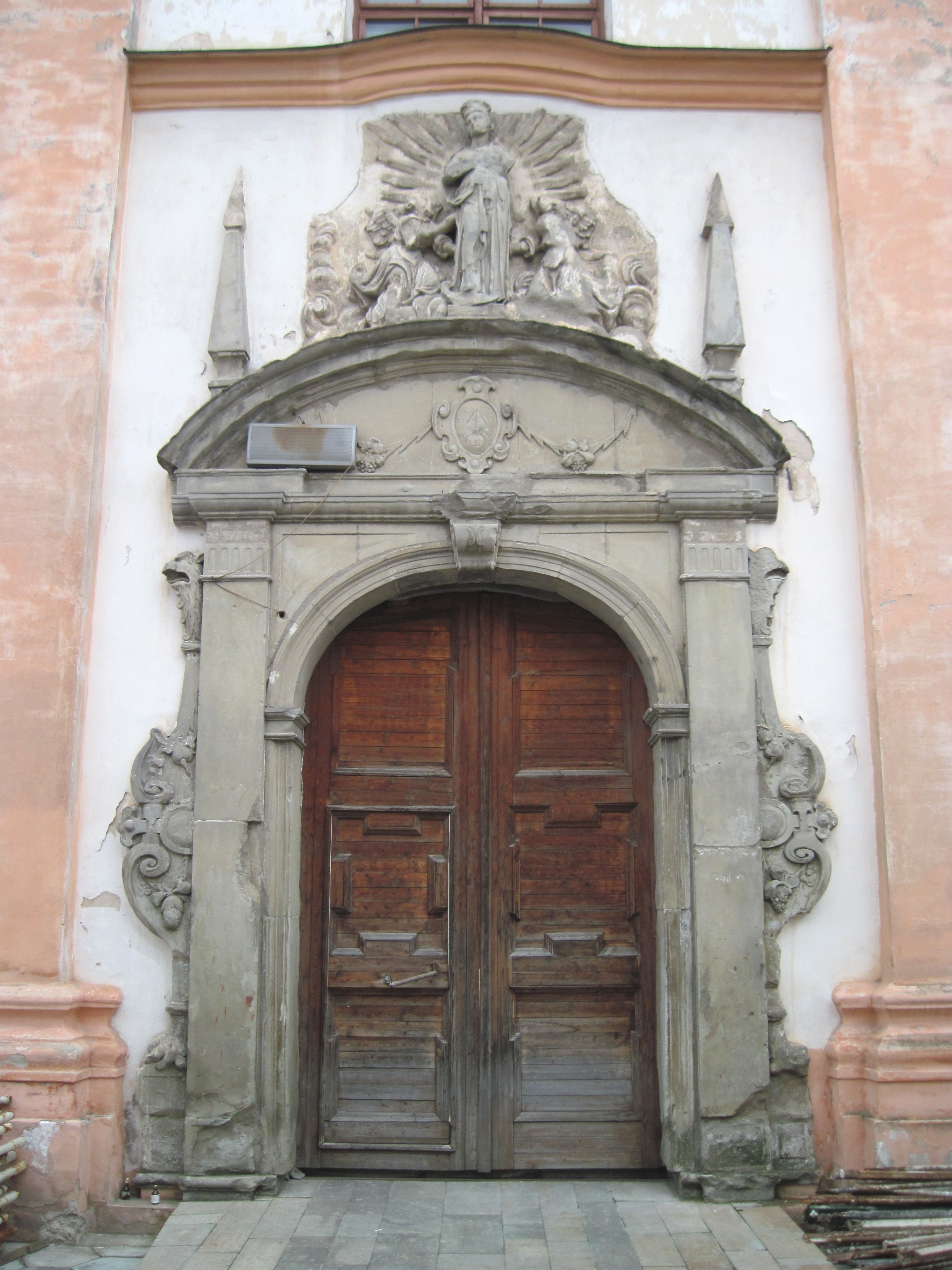
Портал главного входа
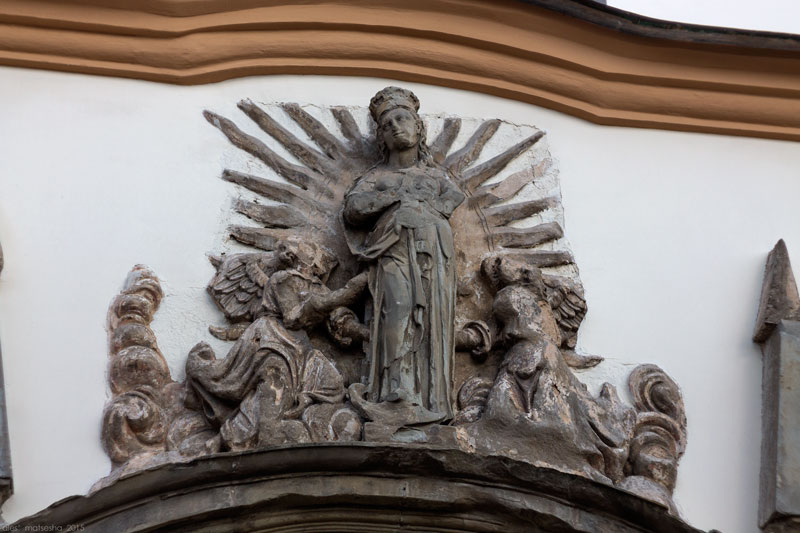
Деталь портала главного входа
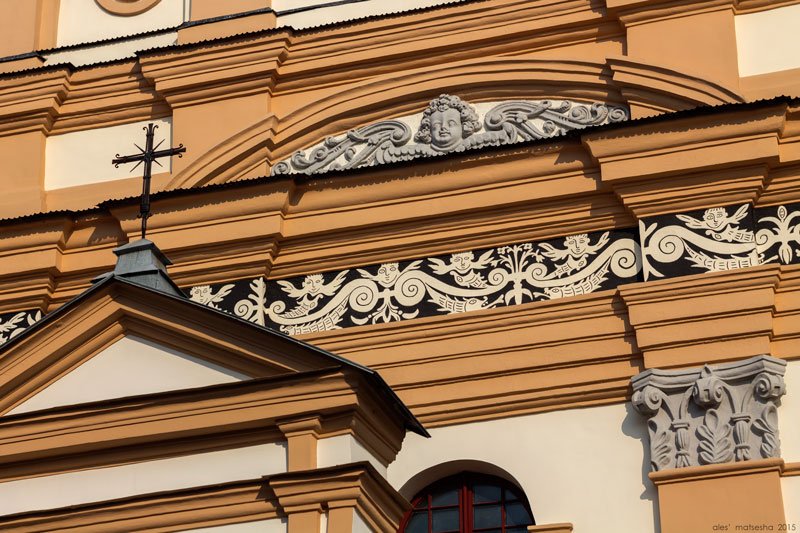
Сграффитовый пояс храма
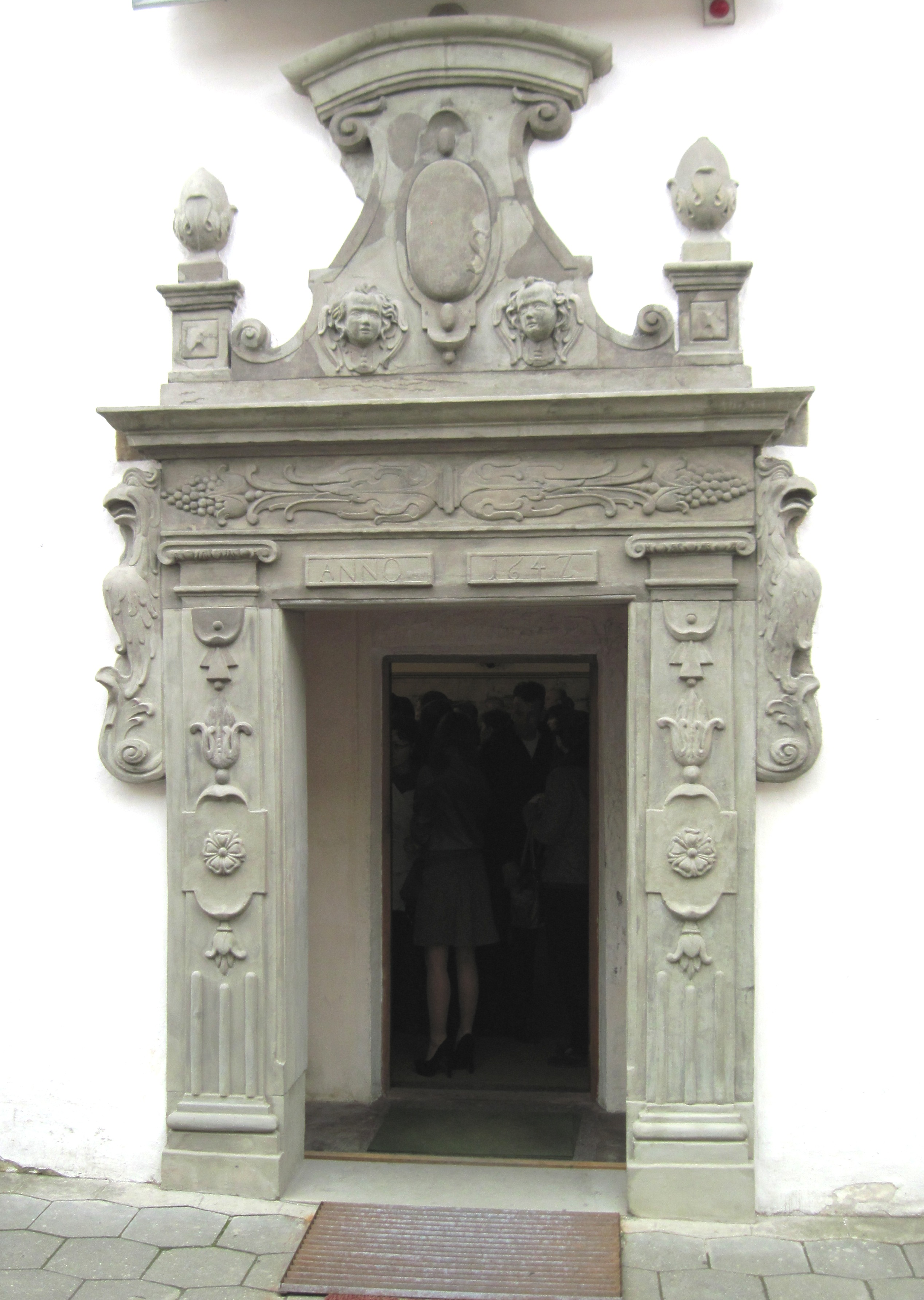
Портал бокового входа
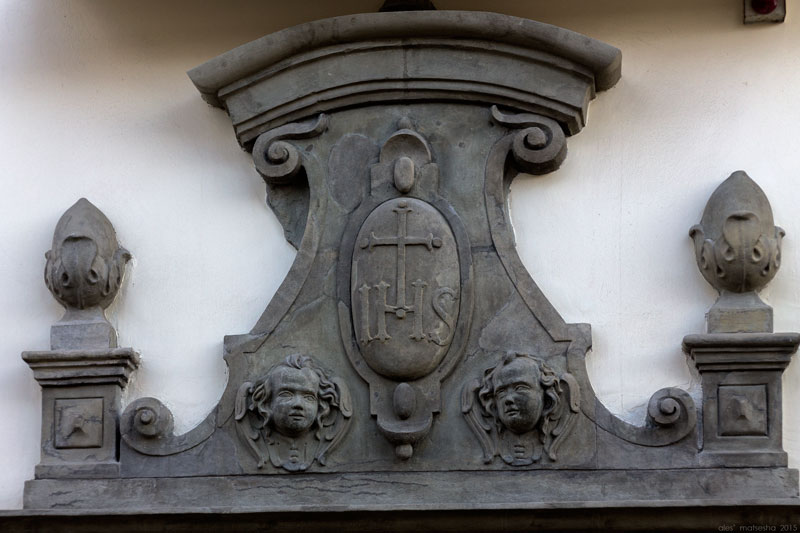
Деталь портала бокового входа

Декор фасадного фриза выполнен в технике сграффито (растительный орнамент в сочетании с изображениями мифологических существ). Использование фантастических аллегорий, гротеска, придание естественным формам искусственных деформаций свидетельствует о значительном влиянии маньеризма — известняковые порталы бригитского костёла имеют элементы орнаментов в форме окантовки, фантастических грифонов и растений. Пожалуй, самой примечательной чертой костёла является сграффитовый фриз: на всём фасаде тянется орнаментный пояс, созданный соскребанием верхней белой штукатурки, под которой находится почти чёрная (в извёстку добавляли древесный уголь). Таким образом получались довольно яркие и рельефные изображения ангелов, драконов, растений — на чёрном фоне. Сграффитовый фриз костёла был создан на заключительном этапе украшения костёла (1643—1645). Сграффито было типичной ренессансной техникой, с развитием барокко осуждённой на забвение, поэтому заштукатурили сграффито и на гродненском костёле. Уже в 1980-е годы во время натурных исследований архитектуры были найдены следы — остатки сграффито. Фриз был полностью отреставрирован.
На боковых фасадах — полуциркульные (полукруглые) окна. Центральный и боковой вход в костёл обрамлены порталами. Все эти элементы хорошо связаны между собой и составляют единое целое.

### Интерьер

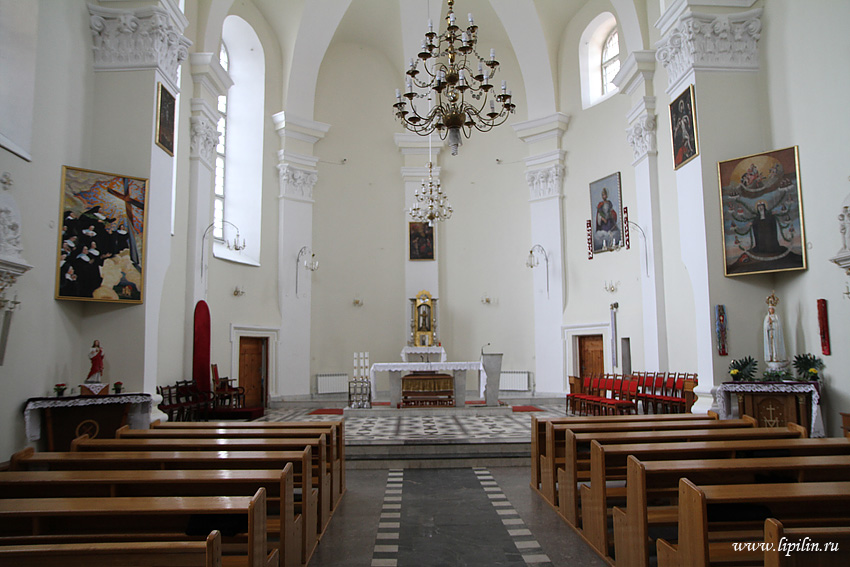
Интерьер храма

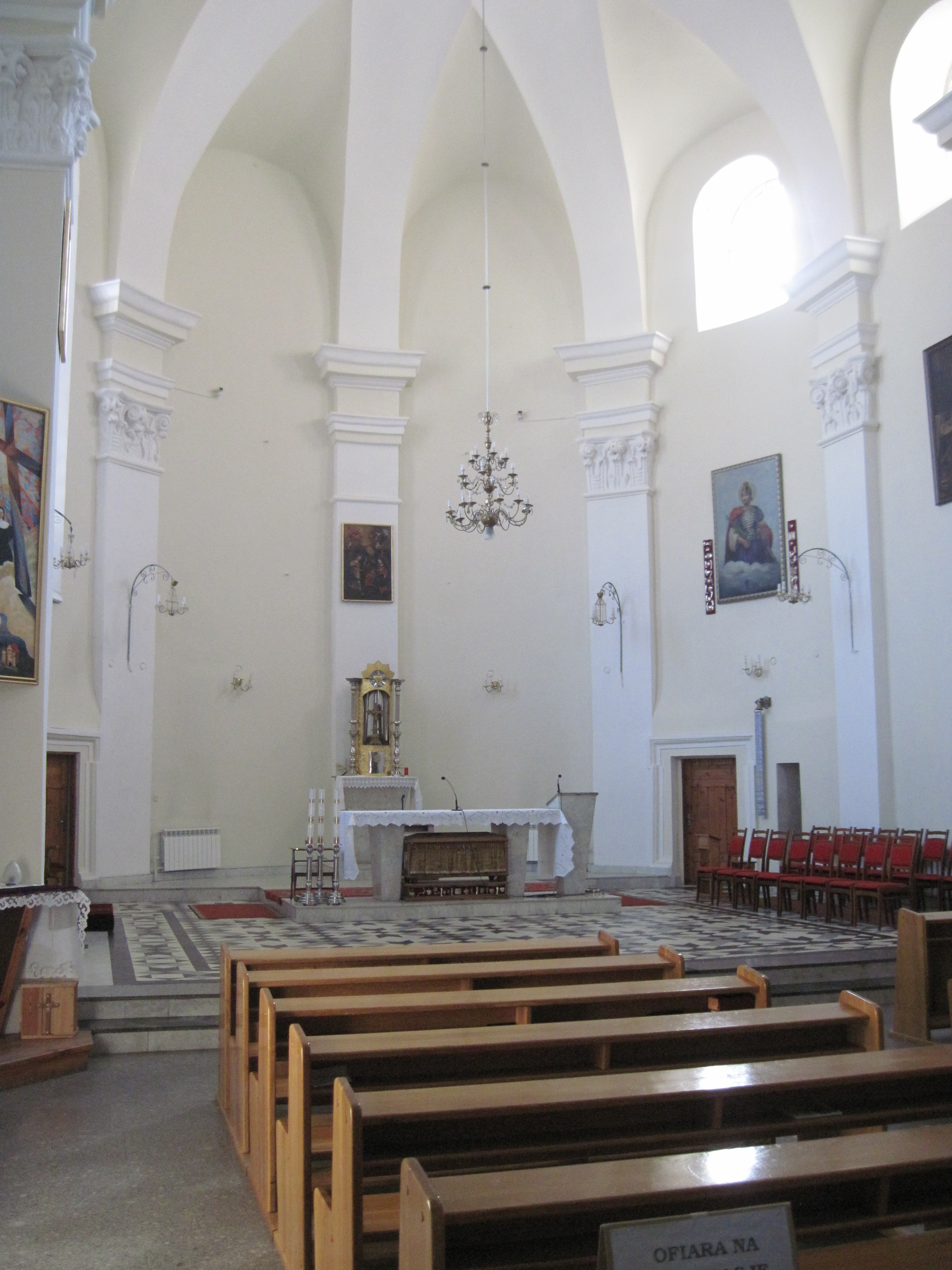
Алтарная часть

Внутреннее оформление бригитского костёла, с одной стороны, простое и сдержанное, в отличие от других гродненских костёлов, а с другой стороны ему свойственна тонкая красота.
Постройка имеет однонефную структуру с полукруглым алтарным завершением, встроенным в общий прямоугольный план. Внутри неф перекрыт цилиндрическим сводом очень значительного пролёта с распалубками без подпружных арок. Единственная подпружная арка на сильно выступающих пилонах отделяет алтарную часть перекрытую конховым сводом с четырьмя радиальными распалубками). Во входной части (согласно кроку капитальной стены монастыря) выделен нижний неконструктивный нартекс.

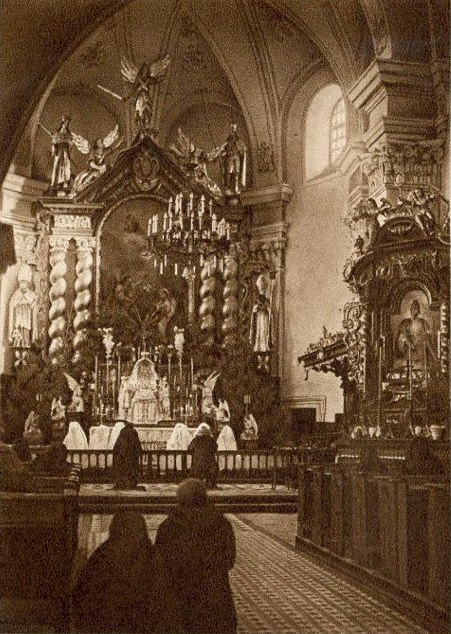
Внутренний вид костёла на фото 1930-х годов.

Зала храма перекрыта цилиндрическим сводом, укреплённым подпружными арками и прорезанными над окнами распалубками. Полуциркульная (полукруглая) апсида отделена от залы боковыми пилонами и переброшеной между ними аркой, имеет одинаковую с нефом высоту. Над входом — поднятая на два гранёные столба и тройную аркаду широкая галерея хоров, соединяется с консольным боковым балконом с витой лестницей. Архитектурная пластика интерьера, как и фасада храма, основана на краповке стен пилястрами стилизированного коринфского ордера. Таким образом, тут готико-ренессансный элемент подаётся в новой барочной трактовке. В боковых нефах и под хорами размещены 14 барельефных сюжетно-скульптурных панно на тему Крёстного пути Христа. В глубокой арочной нише боковой стены размещена скульптурная композиция «Страждущий Христос и Мария». Интересной особенностью интерьера бригитского костёла является то, что в нём орган расположен не на хорах, а на балконе правой стороны стены. Это придавало помещению особенный уют.
В костёле хранились реликвии Св. Климента — заступника города. Богатое внутренне убранство костёла состояло из гигантских скульптурных композиций и более чем 40 образов. Алтарные изображения для него писал известный виленский художник И. Шретер, а также местные художники: Гилярий Хаецкий, Франтишек Лякшинский, Яков из Тыкотина. Художник-доминиканец Гилярий Хаецкий, живший в XVII веке, известен своей работой «Святое семейство», на которой, как считается, нарисована семья Веселовских — фундаторов костёла. Теперь произведение хранится в гродненском музее истории религии.
Главный алтарь костёла — деревянный, как и четыре боковых. Амвон изготовлен наподобие тех, что в виленской часовне Св. Казимира. Орган был создан известным гданьским мастером М. Фризе. В 1964 году в криптах костёла найдено большое количество икон и изображений, которые после реставрации в Эрмитаже украсили экспозицию Национального художественного музея Республики Беларусь в Минске.

## Архитектура монастыря
Архитектура самой монастырской постройки, находящейся за стеной, простая и лаконичная. Двухэтажный жилой корпус — памятник архитектуры барокко, присоединён к северо-западной стене костёла. Жилой корпус — двухэтажное, прямоугольное в плане здание с внутренним двориком. Его небольшие сводчатые помещения традиционно объединены внутренними коридорами-галереями по периметру замкнутого прямоугольного двора. Фасады ритмично разделяются маленькими прямоугольными оконными проёмами в простых планках, объединённых широким карнизом. На северном фасаде сохранился портал, украшенный художественной штукатуркой. По периметру строения со стороны двора проходит световой коридор с кельями. В юго-западном углу монастырского комплекса — отдельная пристройка, на первом этаже которой была трапезная, на втором — библиотека.
Застройка монастыря достаточно хорошо сохранилась до наших дней. Теперь в здании проводятся реставрационные работы.

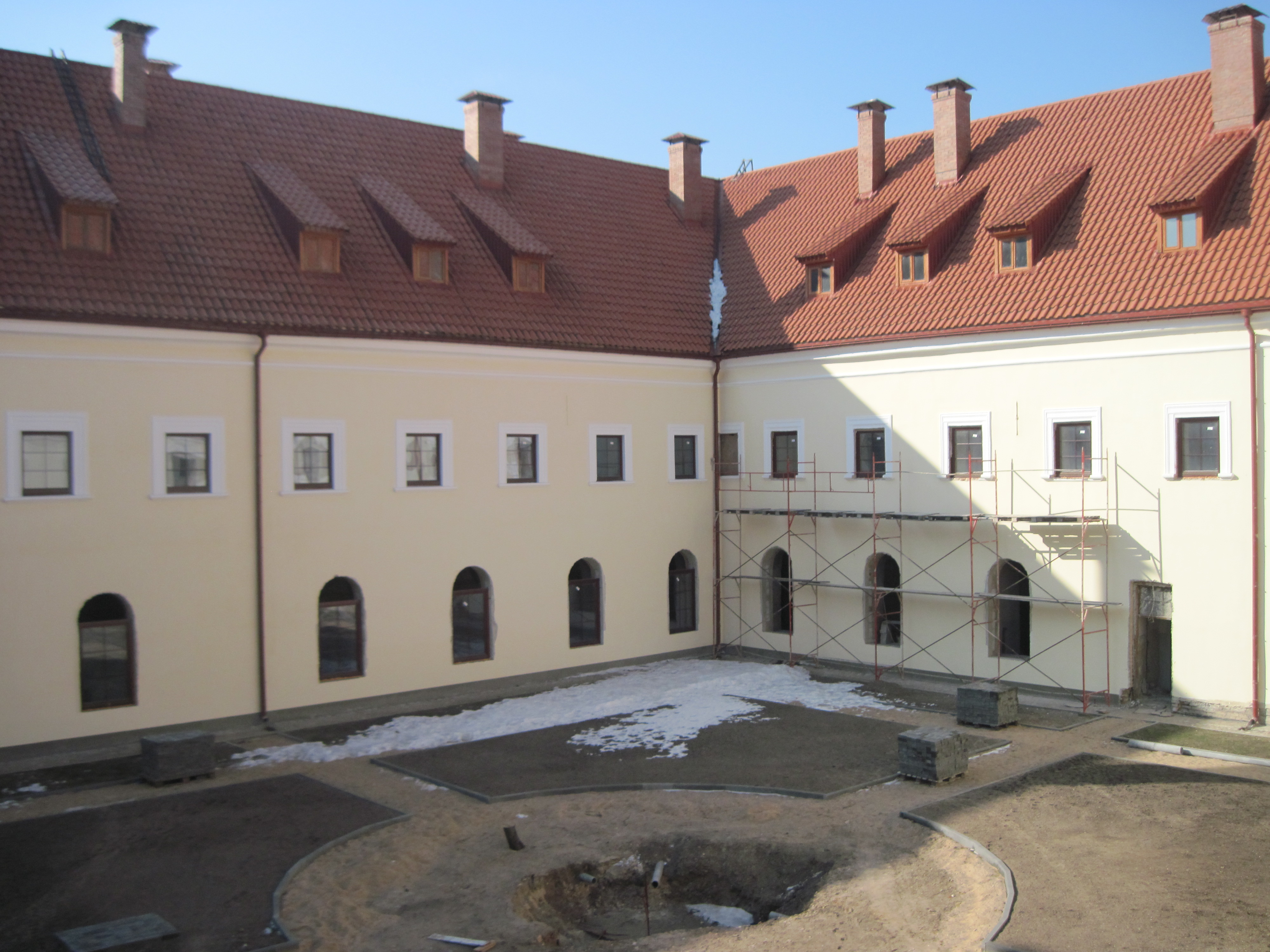
Внутренний дворик монастыря бригиток.
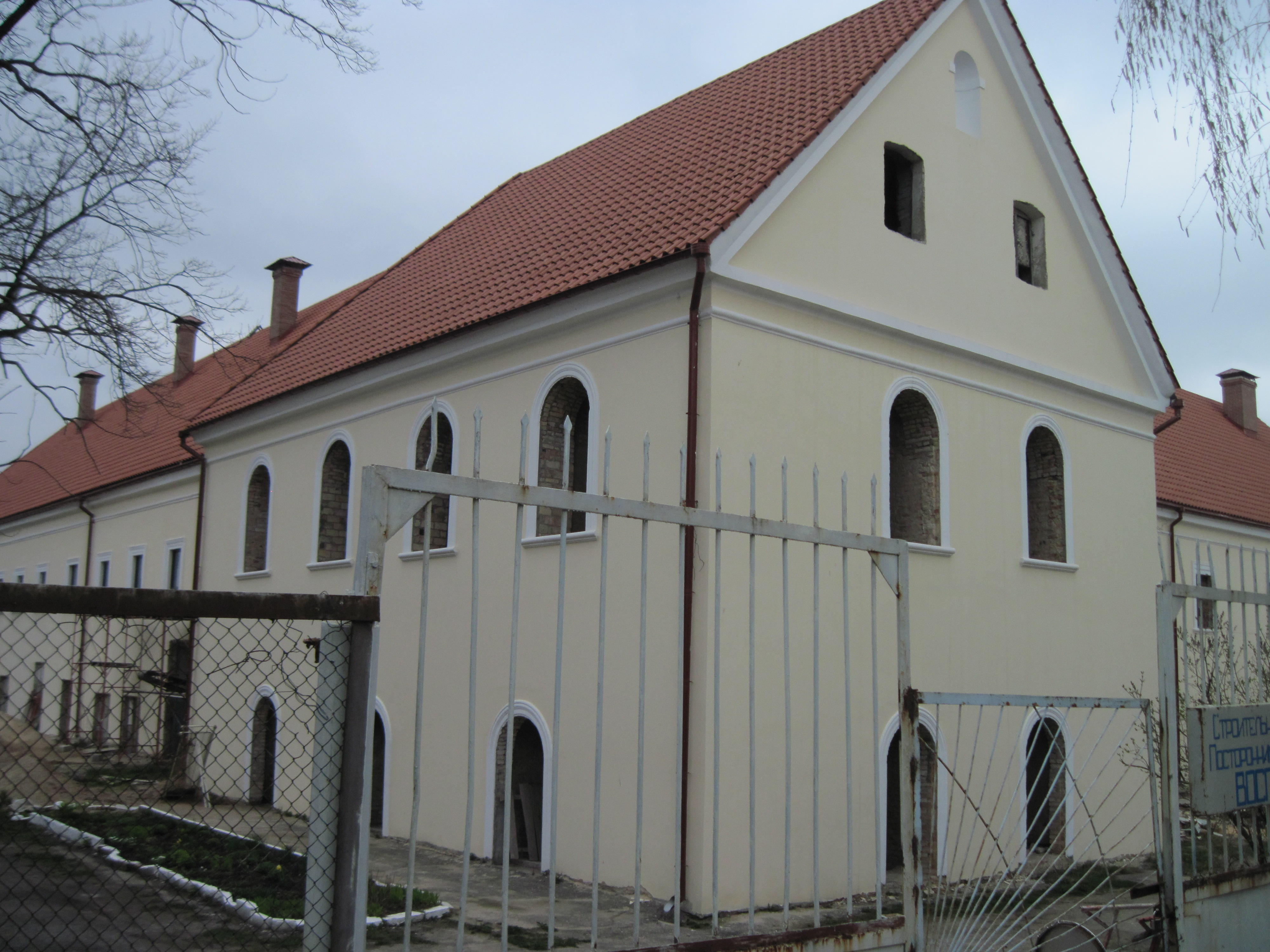
Юго-восточный угол монастыря бригиток.
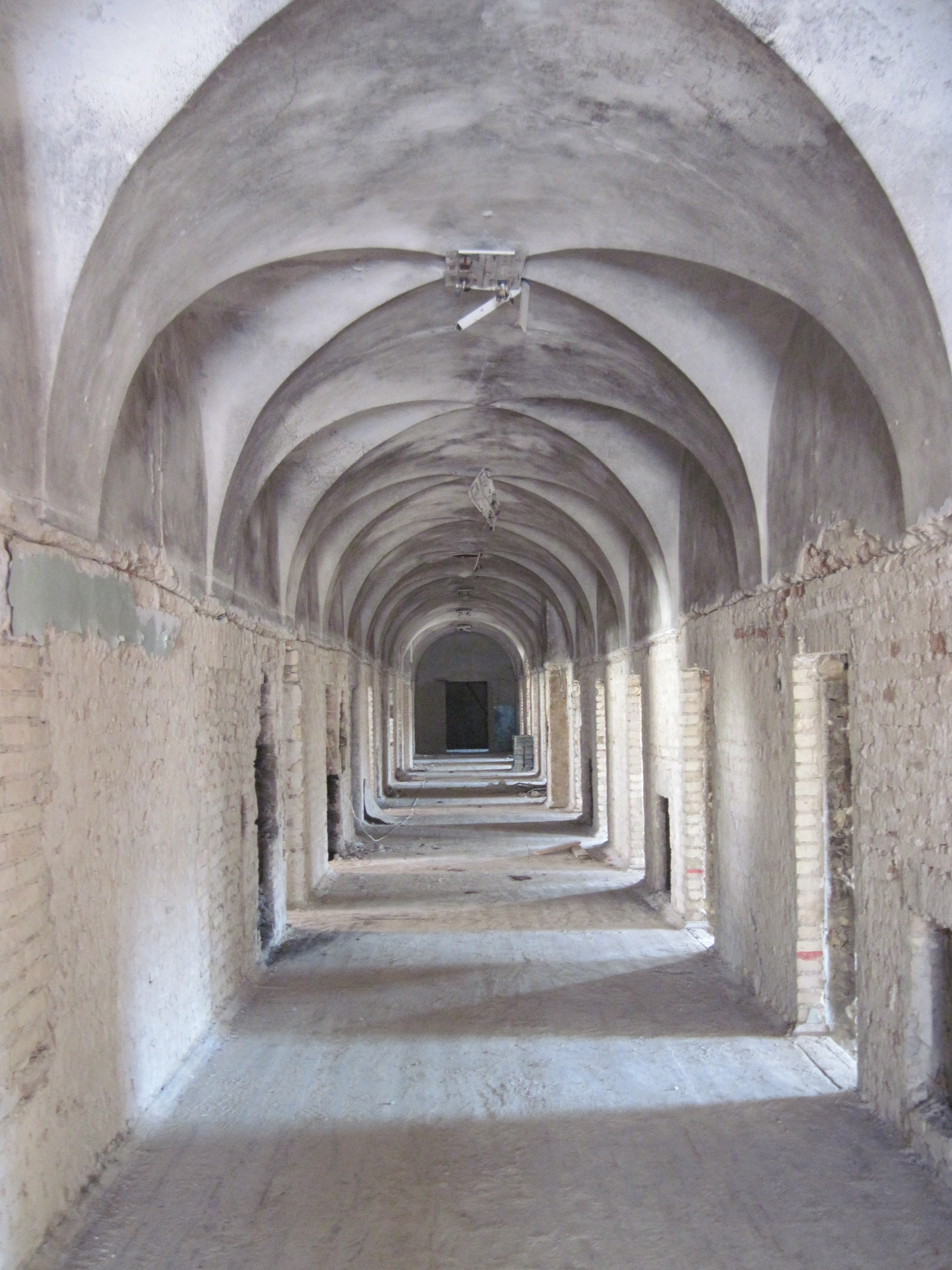
Вид коридоров-галерей монастыря бригиток.
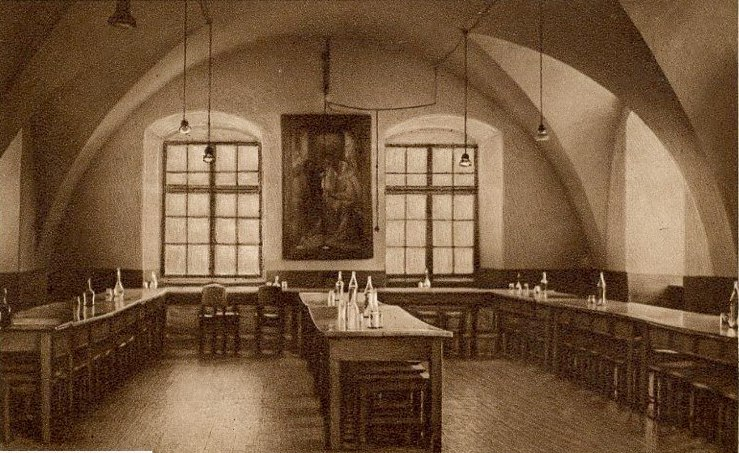
Трапезная монастыря на фото 1930-х годов.

## Деревянный лямус

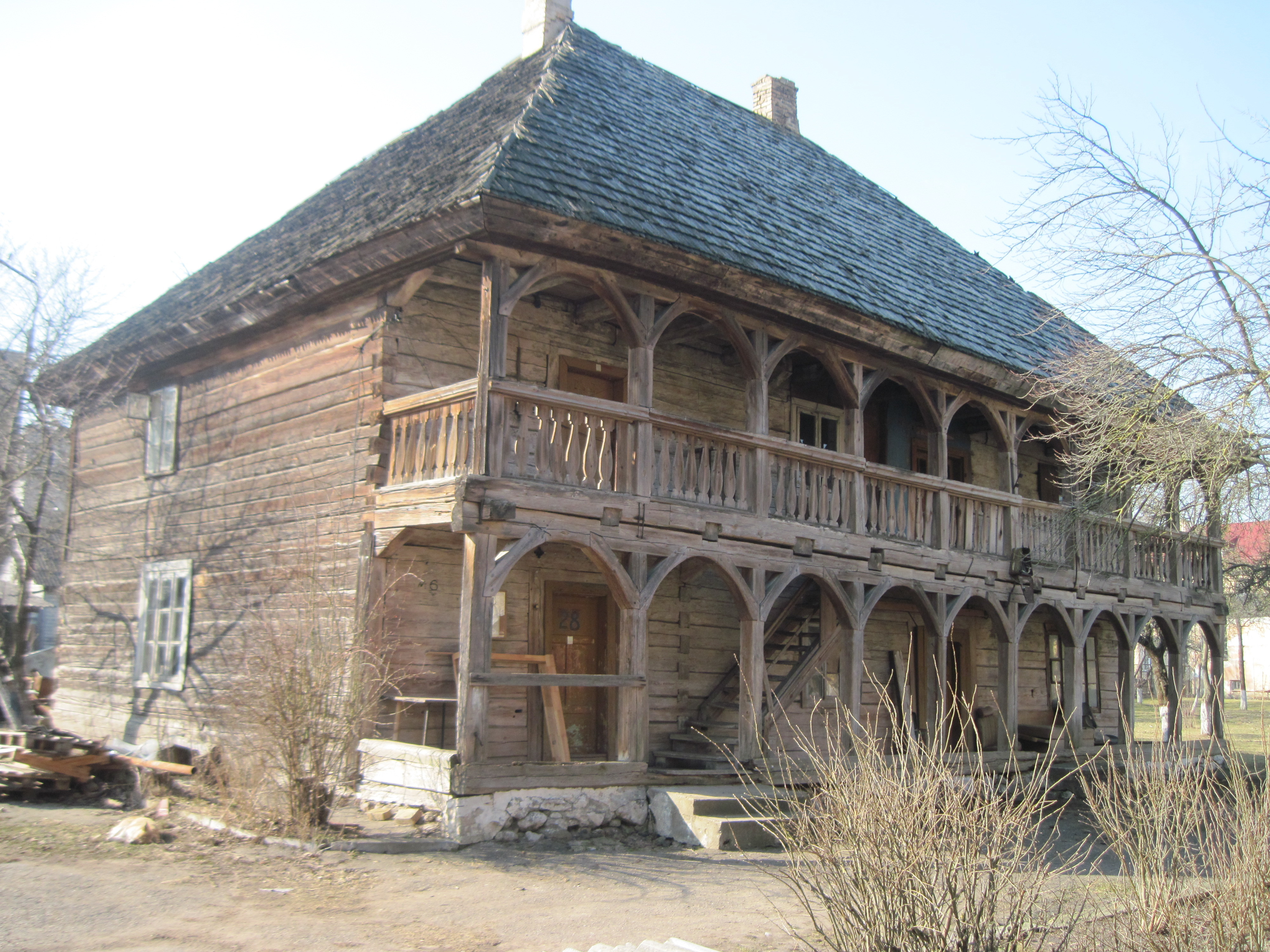
Деревянный лямус.

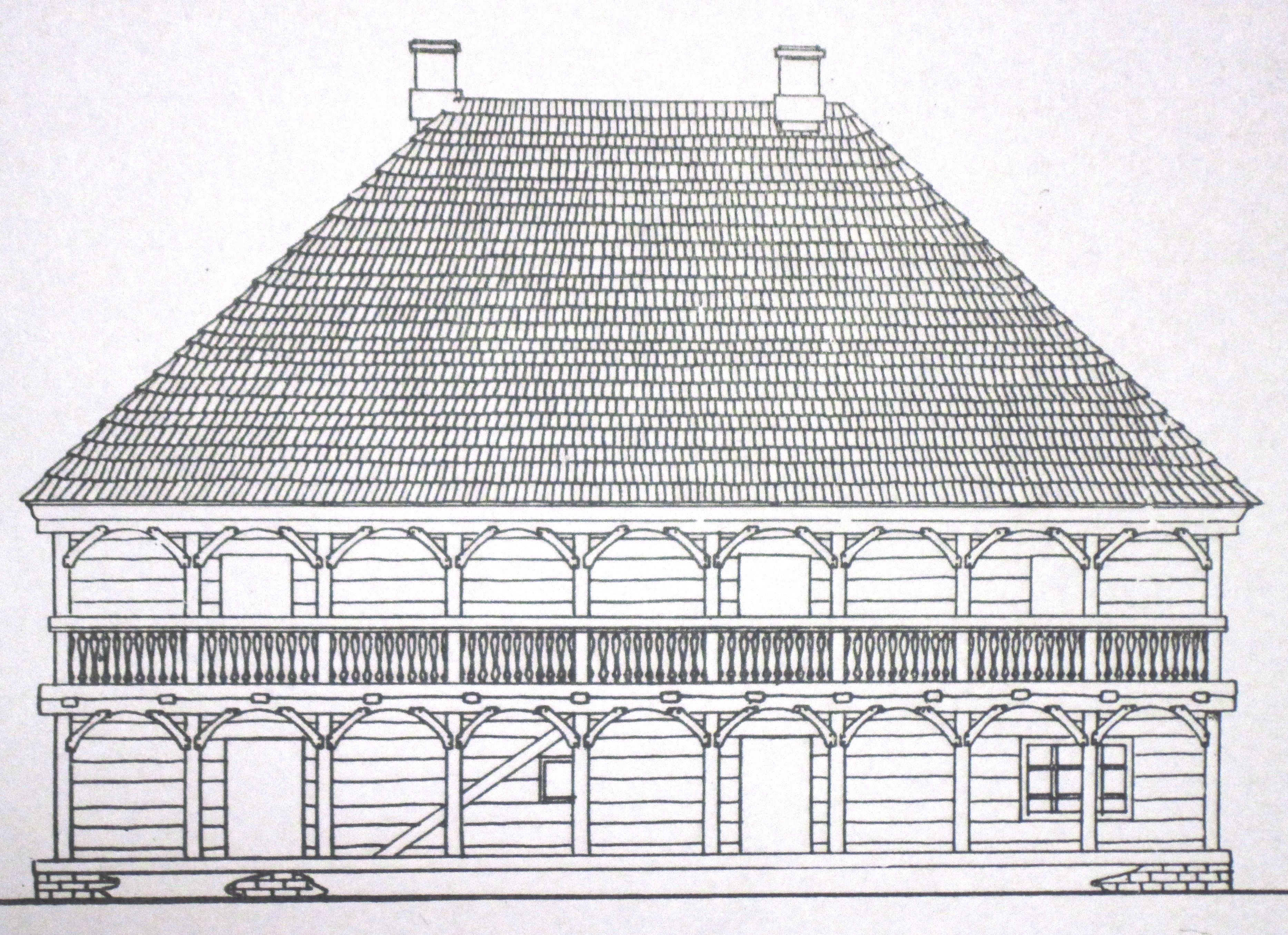
Фасад лямуса.

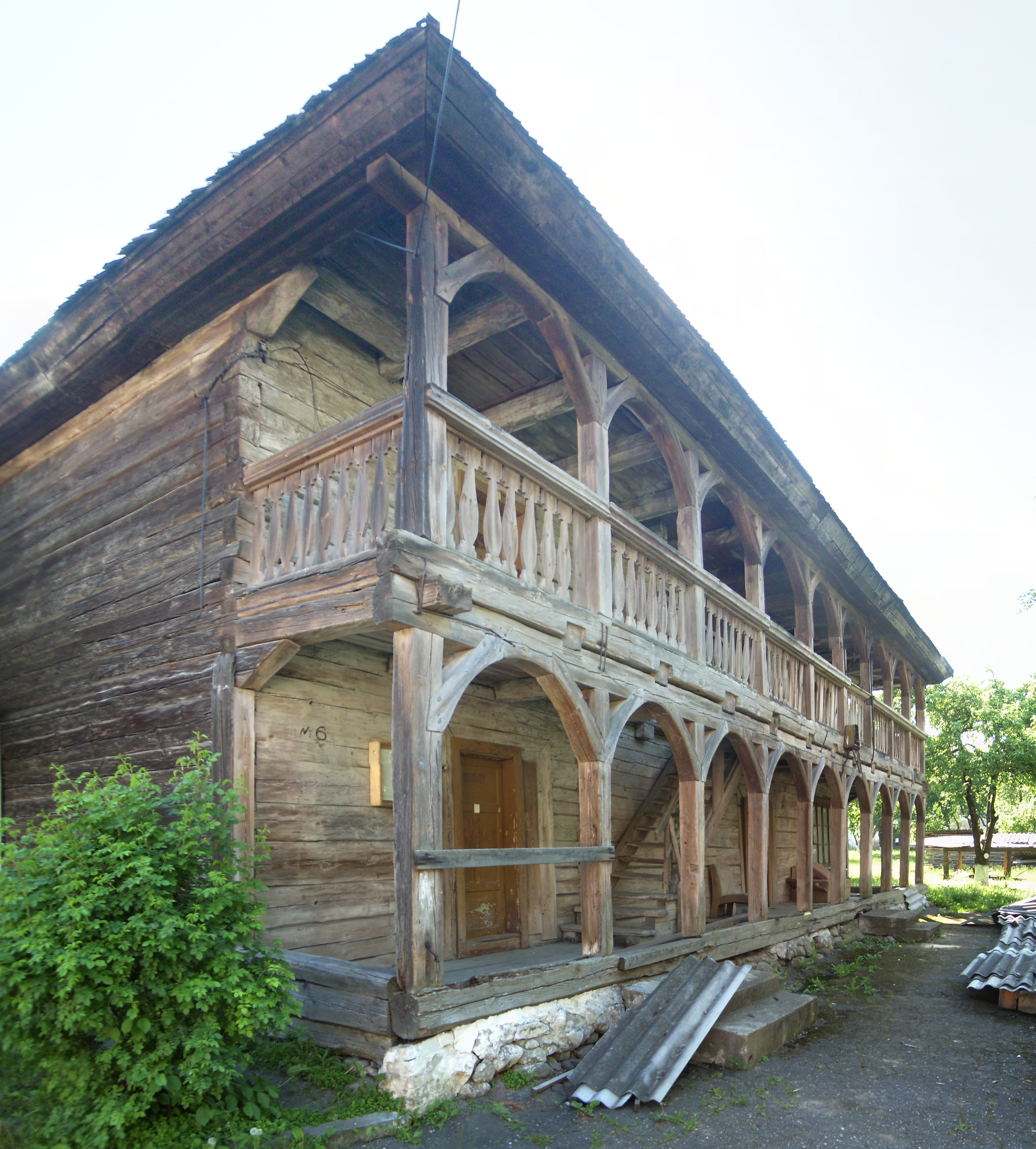
Деревянный лямус.

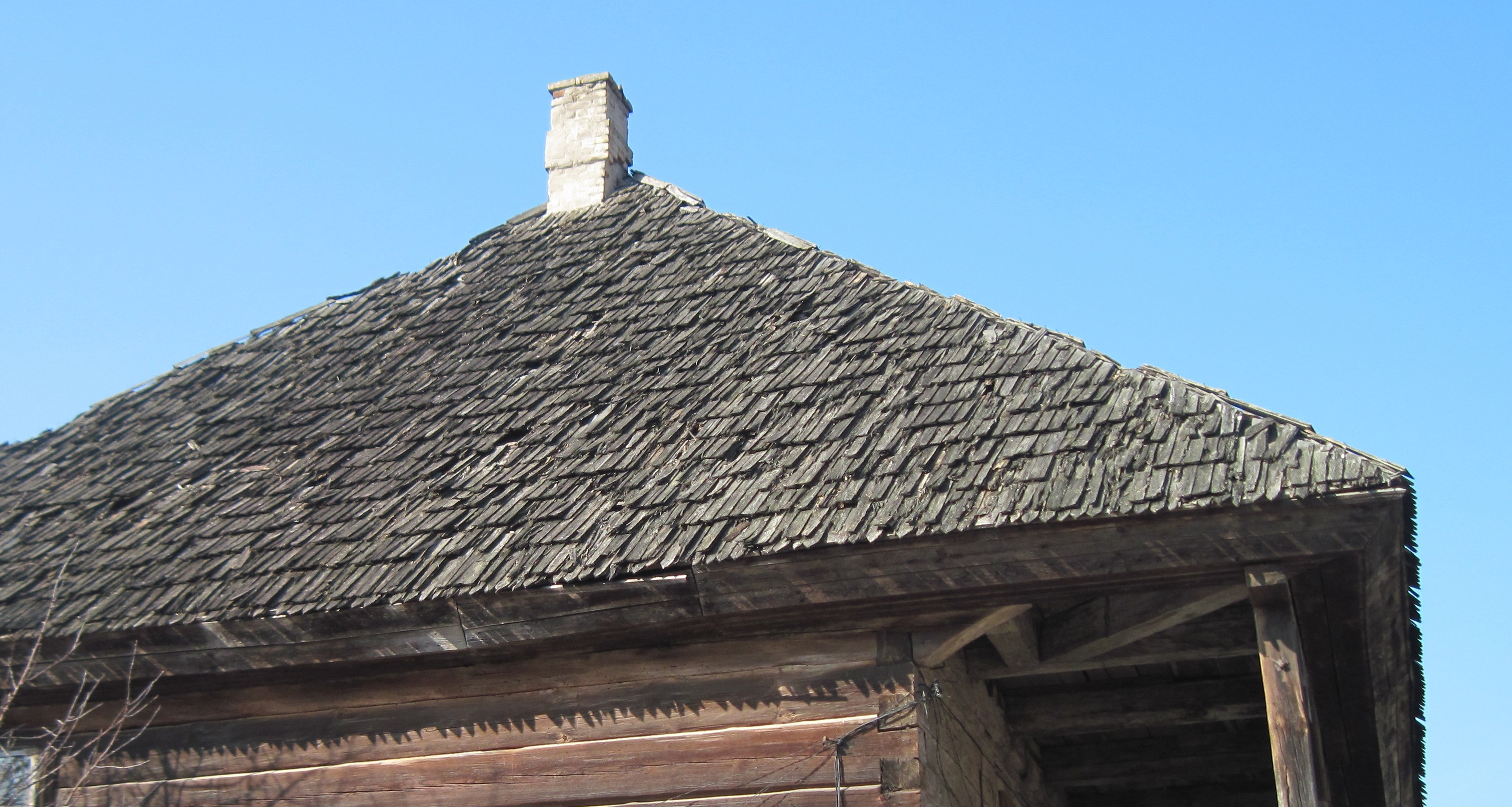
Вальмовая крыша лямуса.

Во дворе монастыря сохранилась уникальная деревянная двухэтажная постройка XVII века хозяйственного назначения — лямус. Лямус представляет собой двухэтажную прямоугольную в плане постройку с высокой вальмовой крышей (возможно, первоначально крыша была черепичной). Лямус построен в 1630-е гг. из массивного бруса без единого гвоздя, на бутовом фундаменте. Все конструктивные элементы связаны подсечками и деревянными клиньями. Главный северный фасад оформлен двухъярусной арочной галереей (подсенями) с балюстрадой на втором этаже. Нижняя плоскость подкосов и балок над ними создают сплошные полукруглые проёмы. Лямус использовался под жильё и хозяйственные нужды: первый этаж был складским помещением, второй был жилым. Позже планировка была изменена.
По мнению исследователя В. И. Кудряшова, двухэтажный лямус строился сначала как жилой дом для монашек, но историк архитектуры В. А Чантурия считает, что в качестве жилого использовался только второй этаж, первый использовали как хранилище. После того, как был построен каменный корпус монастыря, второй этаж лямуса заняла обслуга.
Лямус является самой старой деревянной постройкой на территории Белоруссии.

## Ограда монастыря

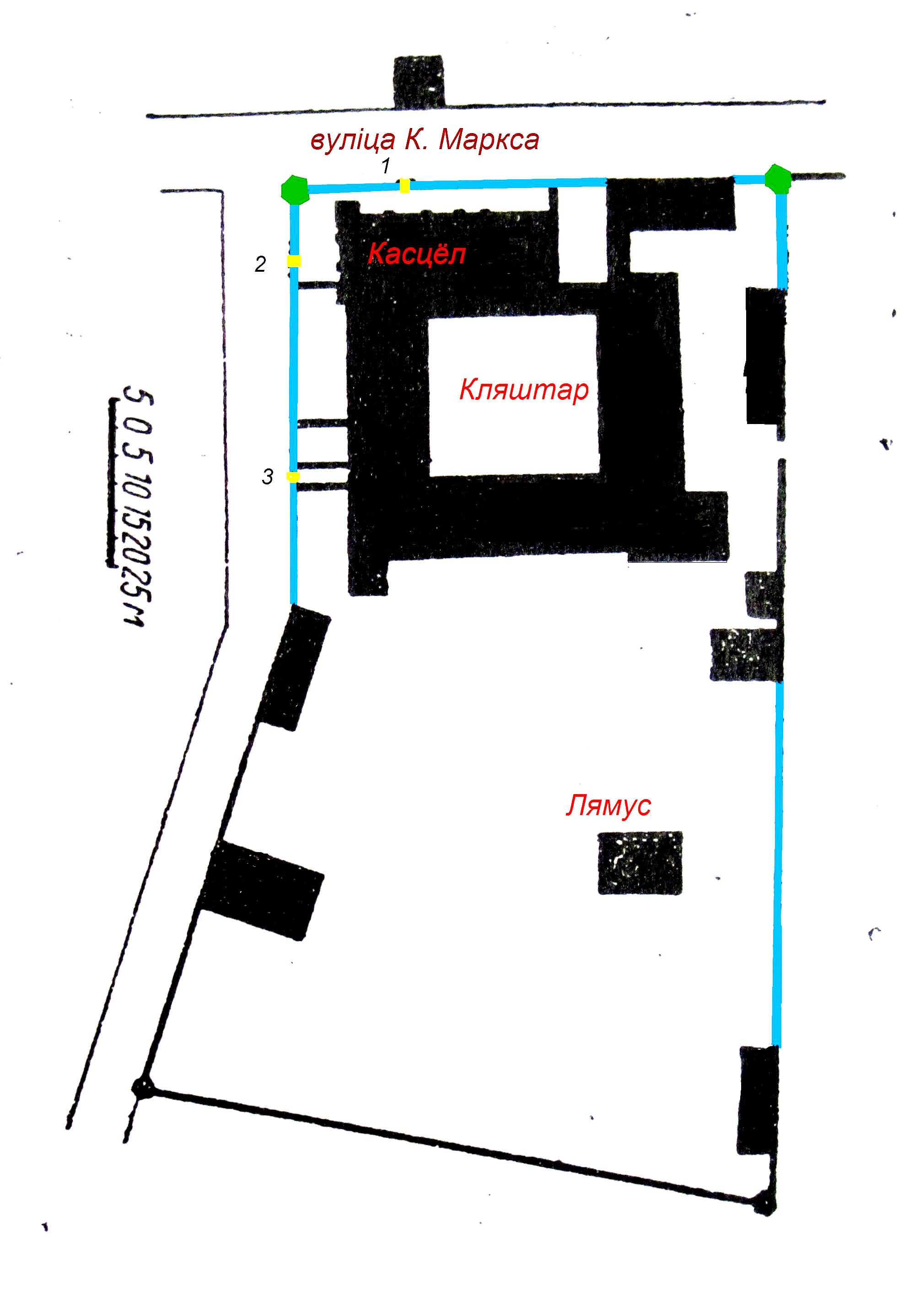
План комплекса. Голубым цветом обозначена сохранившаяся ограда, зелёным — внешние башни, жёлтым — входные брамы

Весь монастырь был обнесён просторными каменными стенами, внутри был разбит сад. В 1950-е годы была разобрана вся ограда с южной стороны вместе с двумя внешними башнями, брама и часть восточной стены.
Постройки монастыря отгорожены от улиц глухими каменными стенами высотой около пяти метров, с квадратными в плане башнями по углам. Ограда представляет собой глухую кирпичную оштукатуренную стену, по углам которой стояли небольшие шестигранные башни. Стену прорезали четыре брамы, оформленные в стиле барокко (сохранились три из них). В глухой стене, идущей вдоль Молодёжной улицы, на которую выходят фасады костёла и монастыря, находятся две брамы, ещё одна брама размещена со стороны улицы Маркса. Через небольшие дворики они приводят к входам в помещения. Брамы монастыря — наиболее эффектные части комплекса. Наиболее монументальная из брам размещена перед центральным входом в костёл и органично соотносится с ним своей идентичной барочной архитектурной трактовкой.
На другой стороне улицы Маркса была колокольня монастыря бригиток. Постройка существовала до 50-х годов XX в., когда была снесена советскими властями в рамках программы борьбы с религией. Колокольня скорее всего была построена в конце XVIII — начале XIX века в классическом стиле и не имела общих черт с архитектурой основного комплекса построек.

Ограда
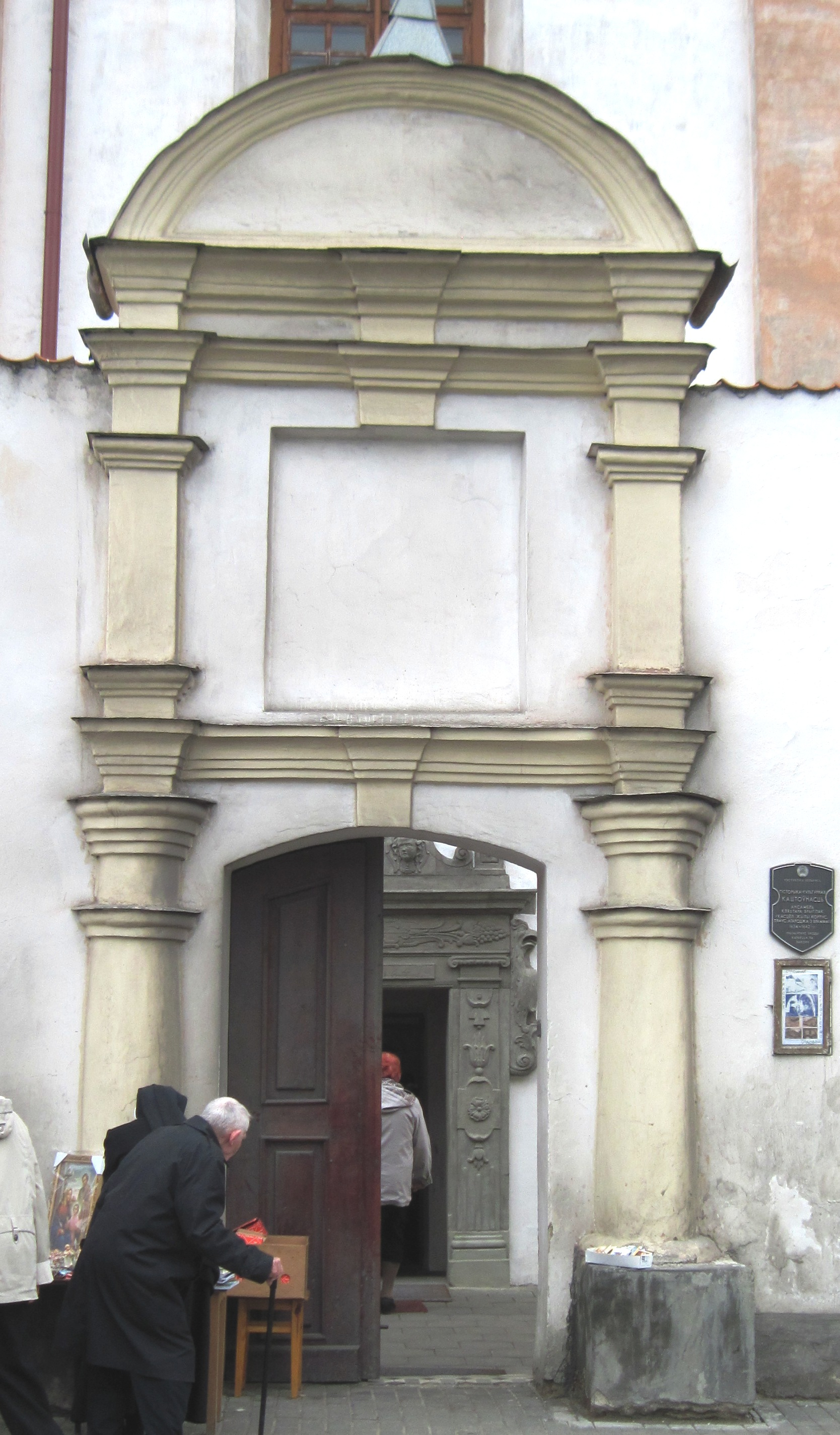
Брама (на рисунке №1) со стороны ул. Маркса. Боковой вход в костёл.
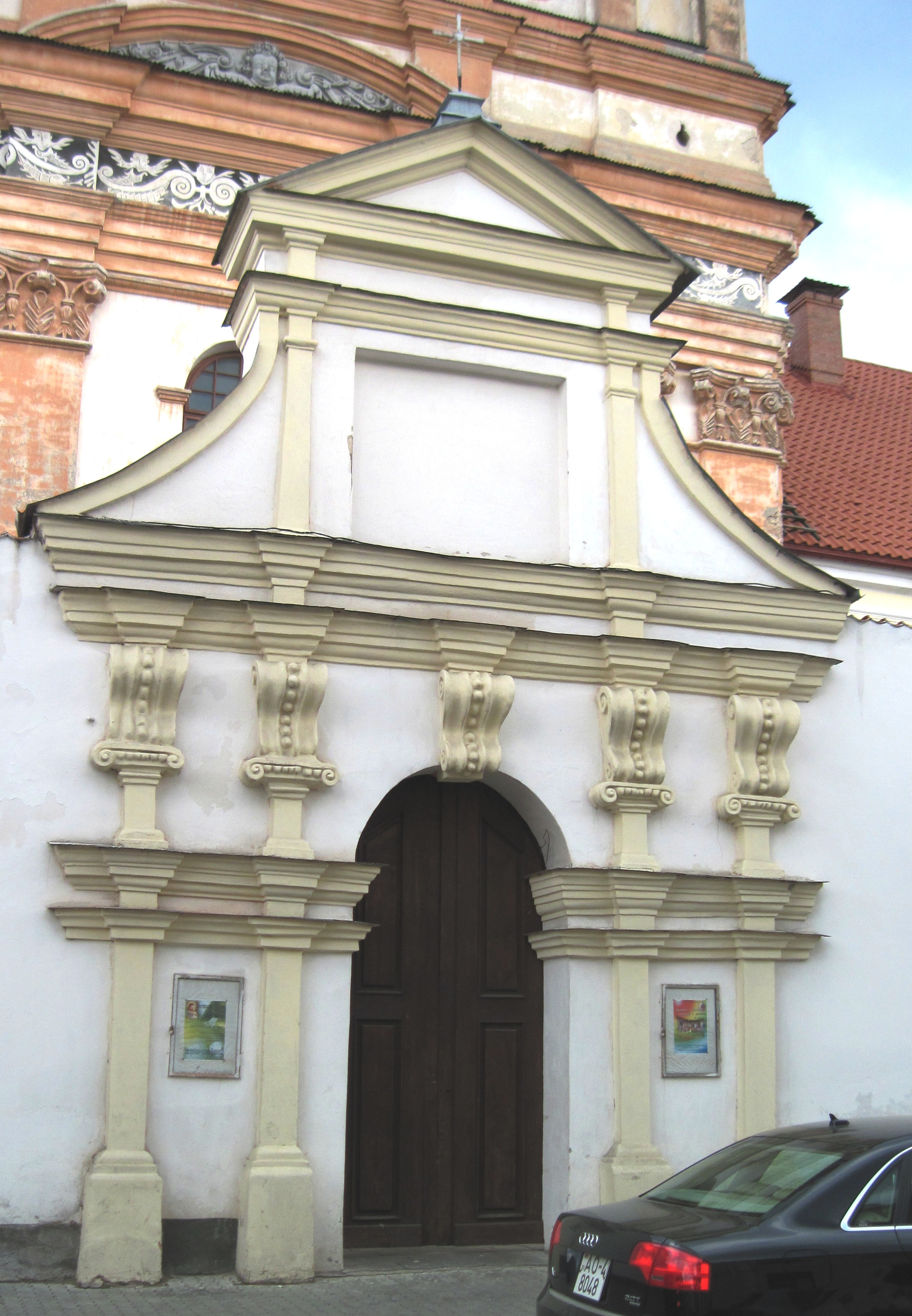
Брама (на рисунке №2) со стороны ул. Молодёжная. Центральный вход в костёл.
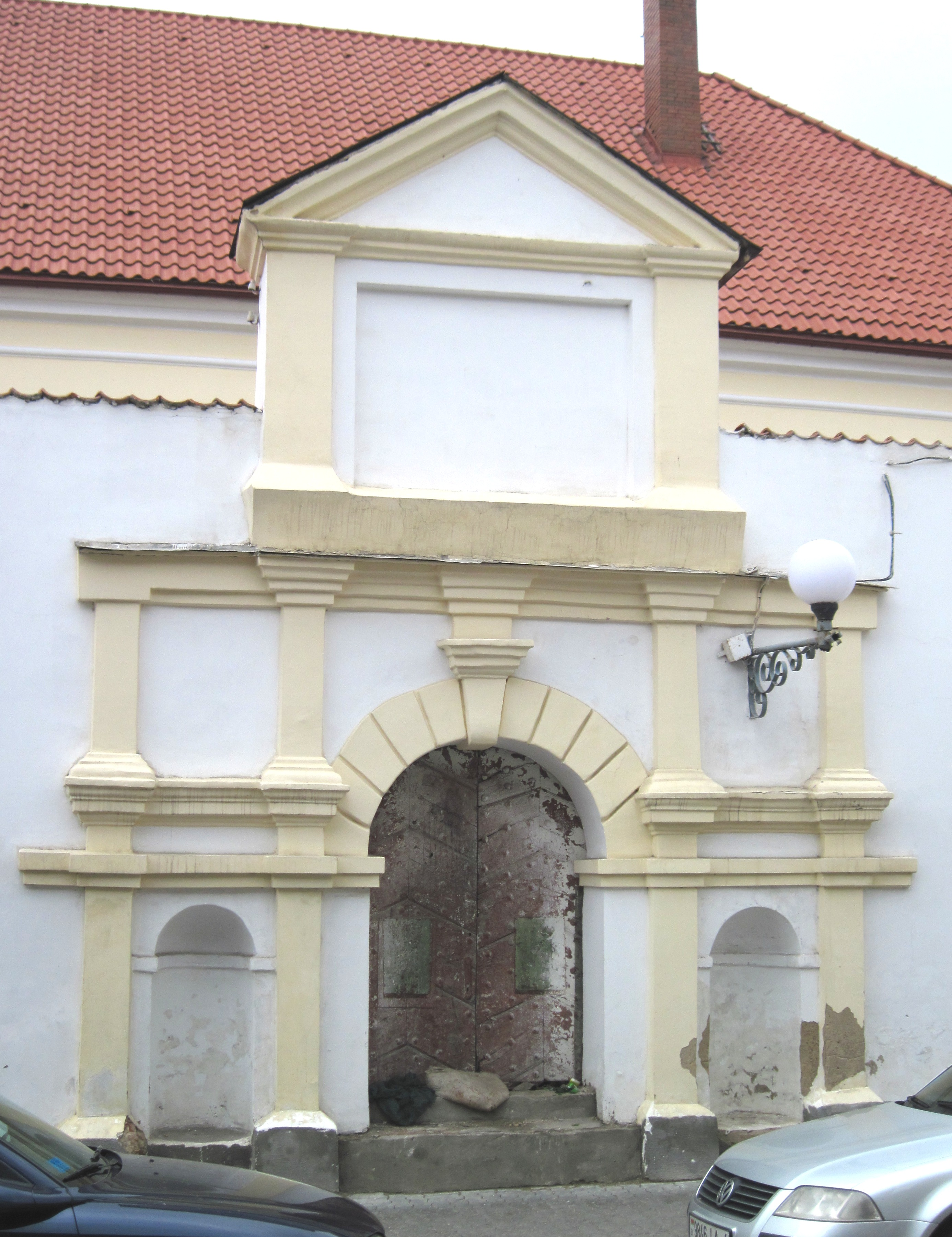
Брама (на рисунке №3) со стороны ул. Молодёжная. Вход в монастырь.
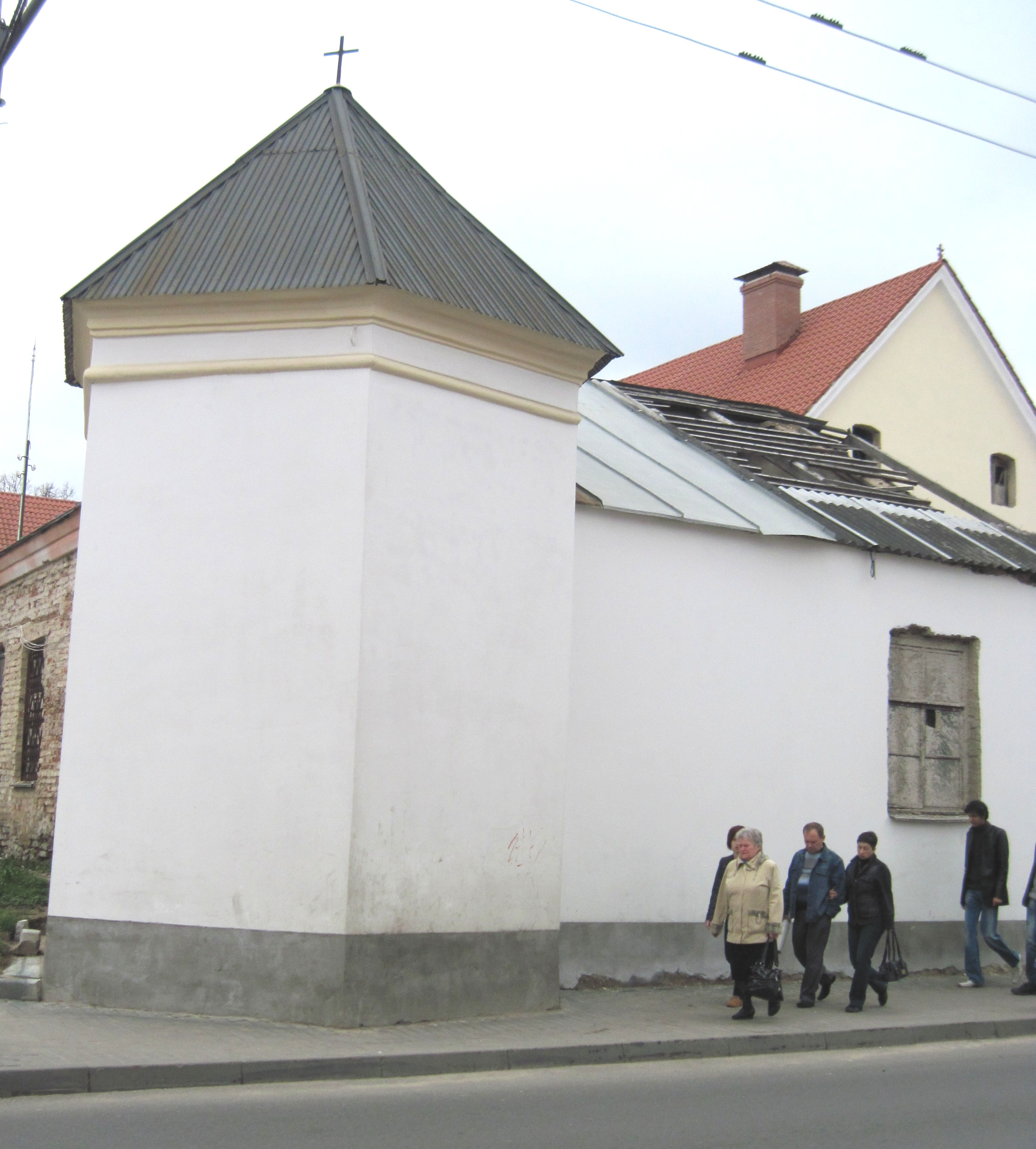
Северо-восточная башня.
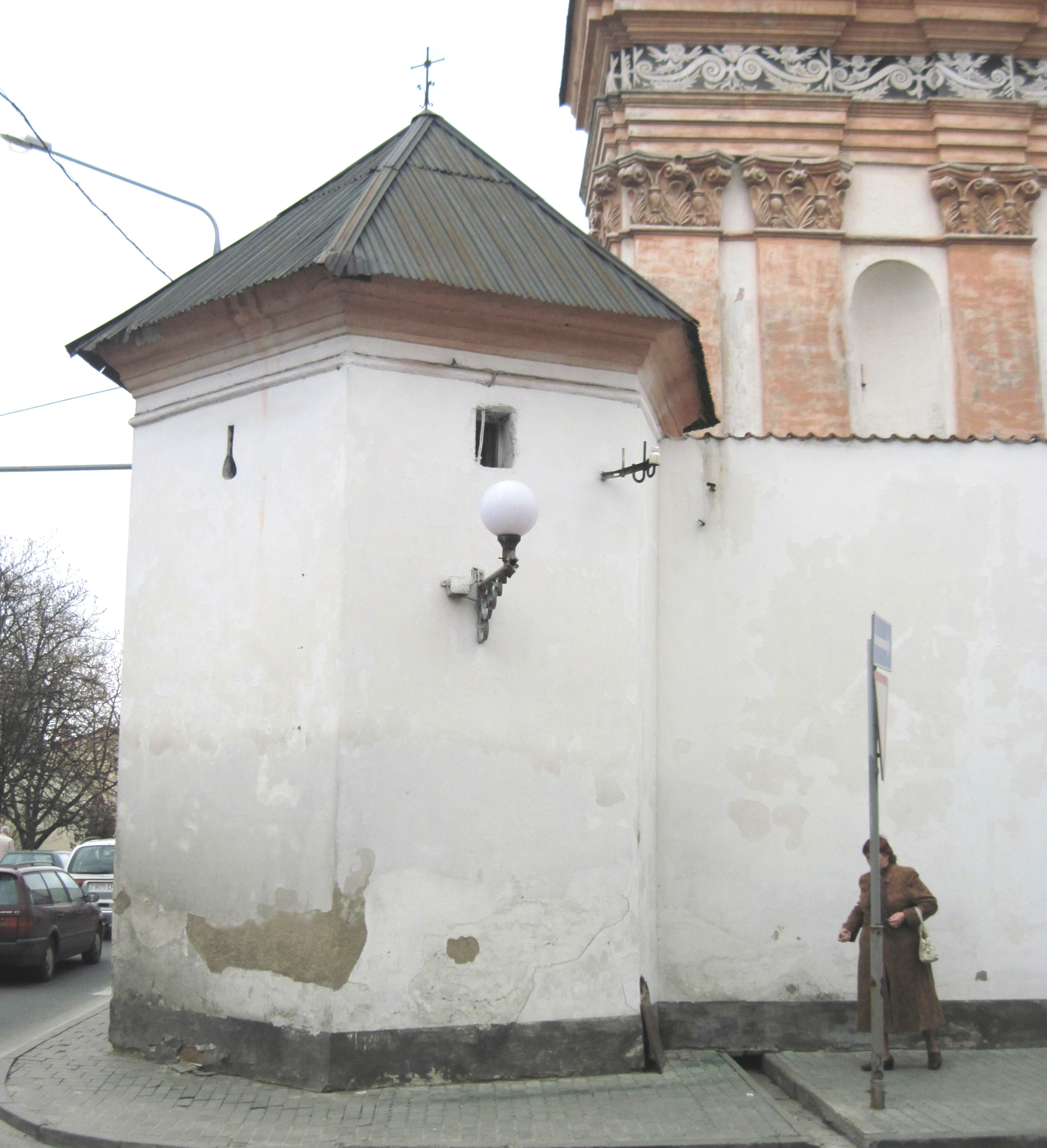
Северо-западная башня.
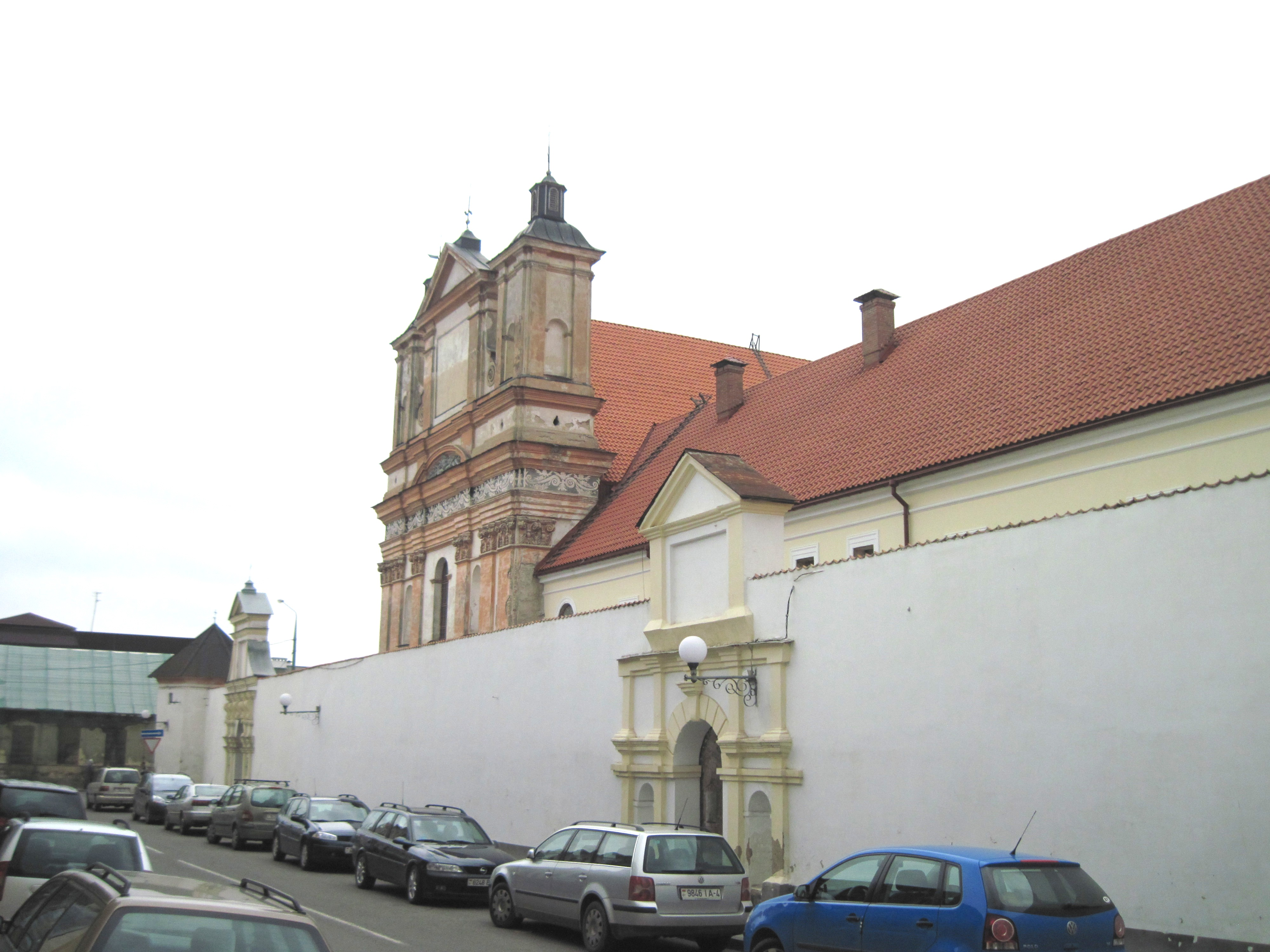
Вид ограды и брам со стороны улицы Молодёжная.

## Комплекс на старых фотоснимках

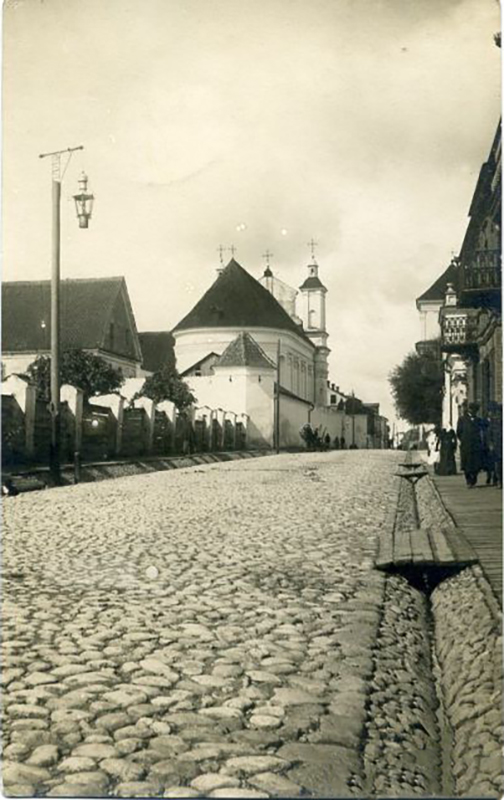
Монастырь на фотографии

Фотография появилась в Гродно в начале 1870-х годов. однако преимущественно до 1920-х гг. комплекс монастыря бригиток на старых фото не встречался, что можно объяснить борьбой с католической церковью в регионе. Ситуация коренным образом изменилась после вхождения Западной Белоруссии в состав Польши. С этого времени бывший костёл бригиток, так же как и улица Купеческая-Бригитская, становятся популярными объектами для гродненских фотографов.

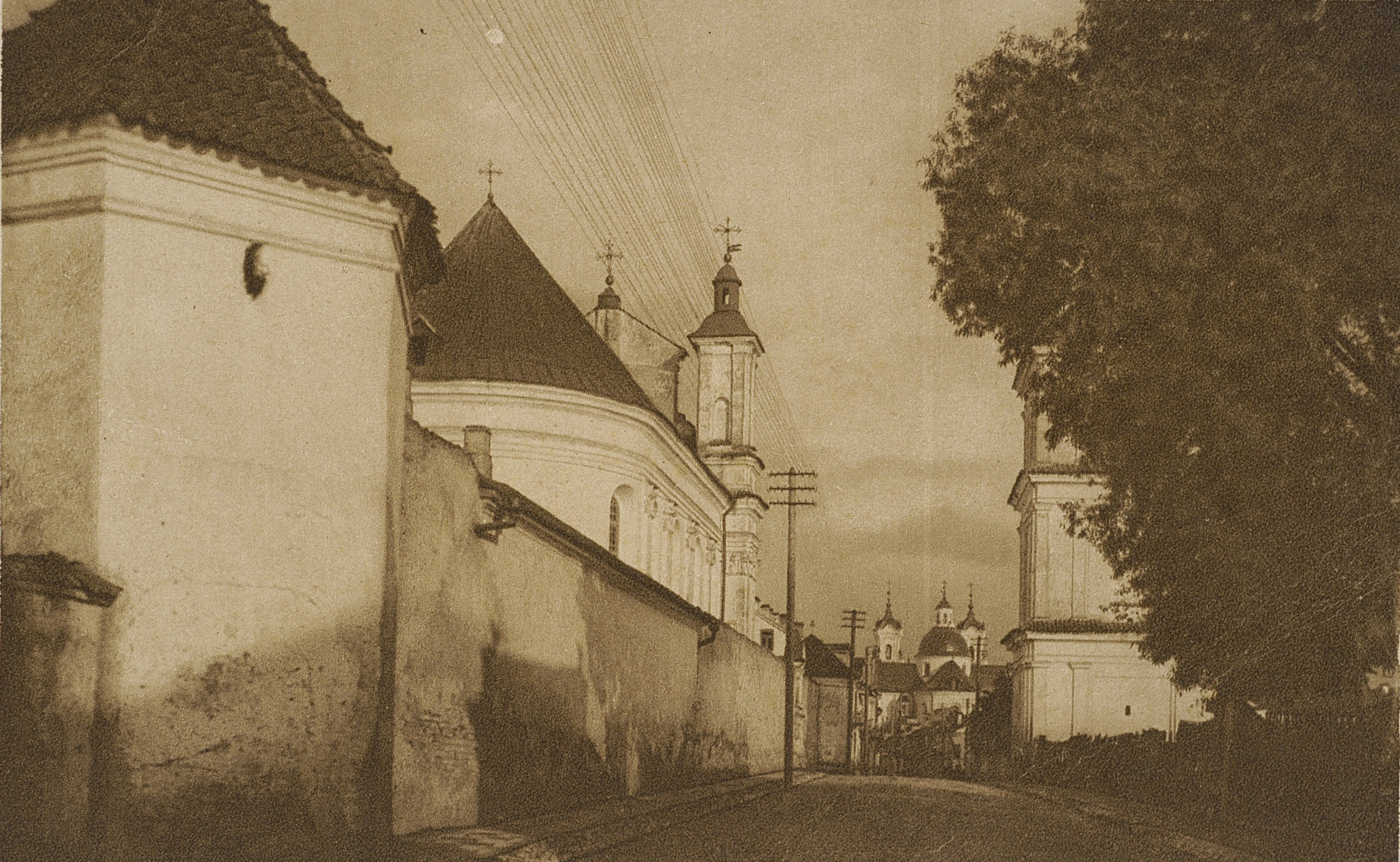
Монастырь на фото Я. Булгака

Композиционным центром Купеческой улицы на старых фото служил безусловно костёл Св. Бригитты. Он был самой крупной постройкой и помещался ровно в середине кадра. Для выразительного деления улицы по глубине использовались балконы домов справа и столбы ограды слева. Достаточно неожиданно в этом качестве выступают и лёгкие мостки над лопатками-кюветами, отделяющими тротуар от проезжей части. Лёгкий продольный изгиб улицы также содействовал тому, что бригитский костёл оказывался кульминационным центром изображения.
Когда человек проходил ещё пару десятков метров в сторону центра, на гребне лёгкого возвышения и снова в центре кадра стоял костёл Св. Бригитты. Теперь его композиционно поддерживали две гранёные башни ограды, обрамлявшие отрезок гладкой монастырской стены. На другой стороне изображения из-за невысоких построек выступает к оси улицы вторая архитектурная деталь — колокольня монастыря. В результате улица словно протискивалась между двумя акцентами. Интересна и роль совсем гладкой ограды монастыря, по  контрасту противопоставленной пластической насыщенности строений другой стороны улицы.
Известный фотограф Ян Булгак сделал фото, пройдя ещё дальше в центр. Главным звеном в видовой перспективе стала колокольня бригитского монастыря. Она словно перешла через улицу, чтобы стать более заметной среди разделов улицы по глубине.

## Галерея фотографий 1930-х годов

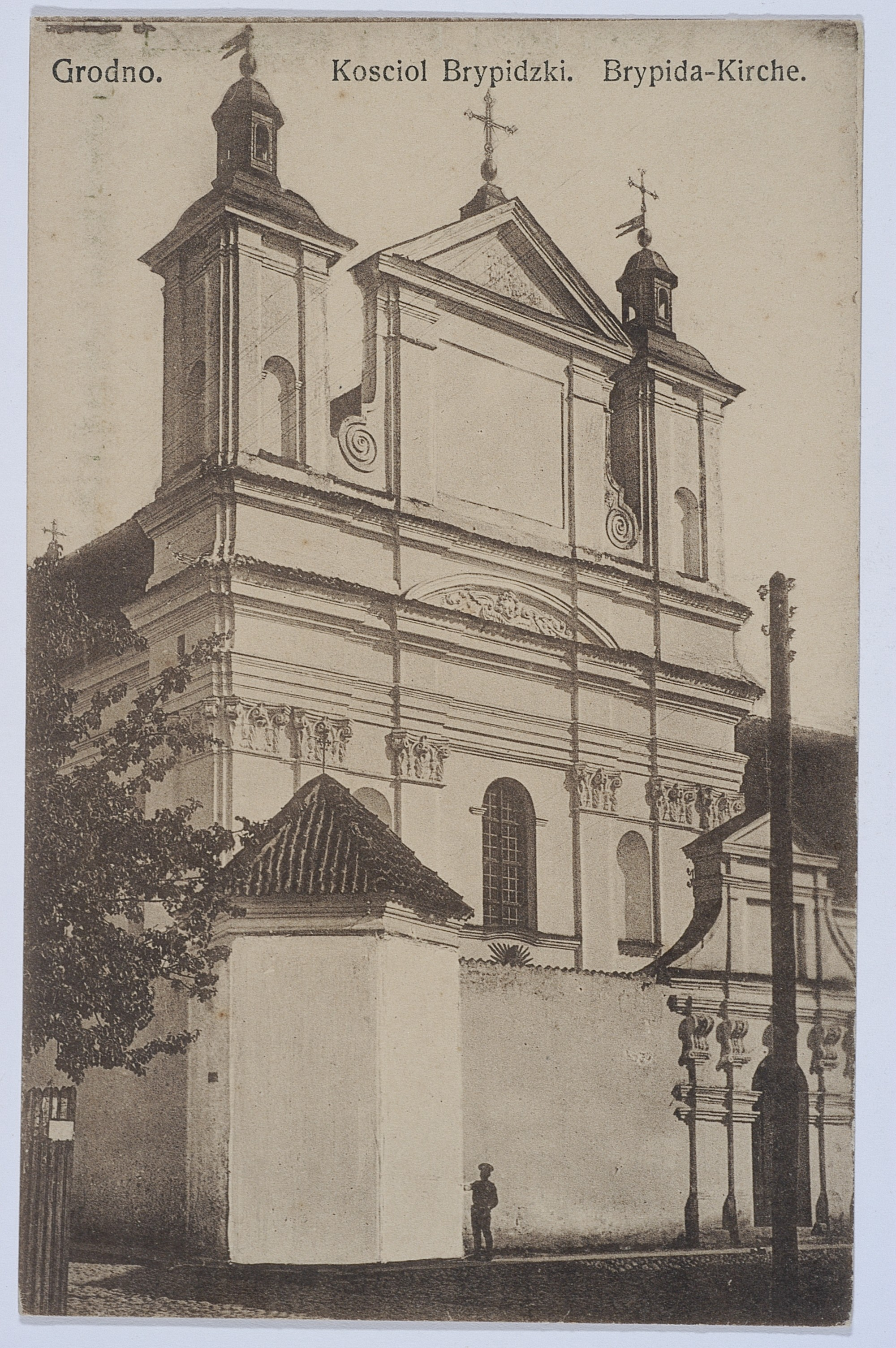
Костёл на фото начала XX в.
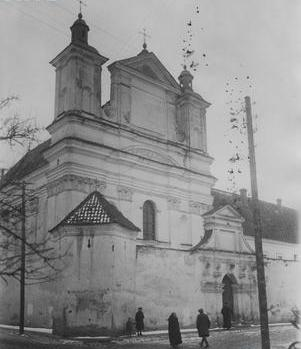
Фото костёла, 1926
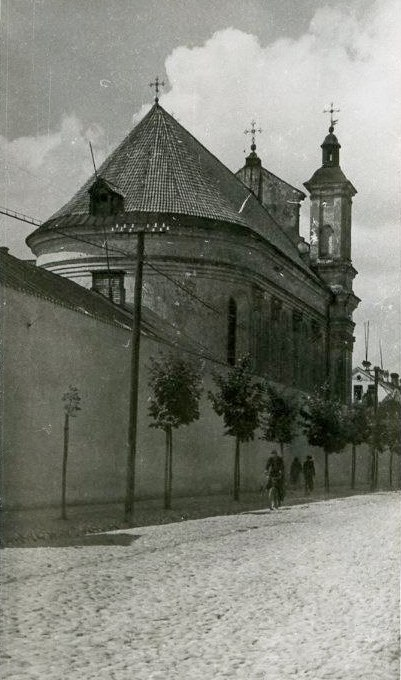
Костёл на фото, 1930-е
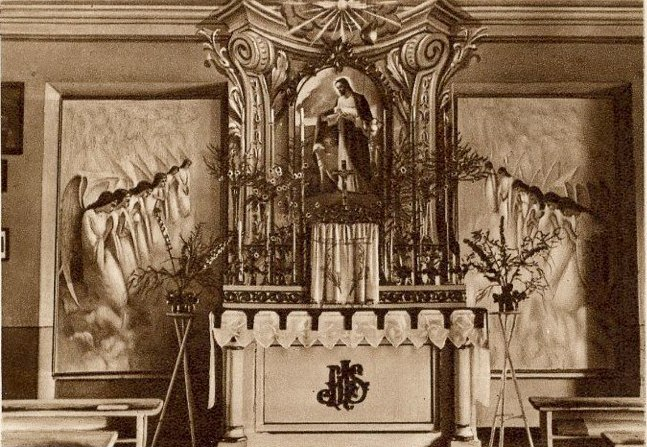
Один из алтарей костёла
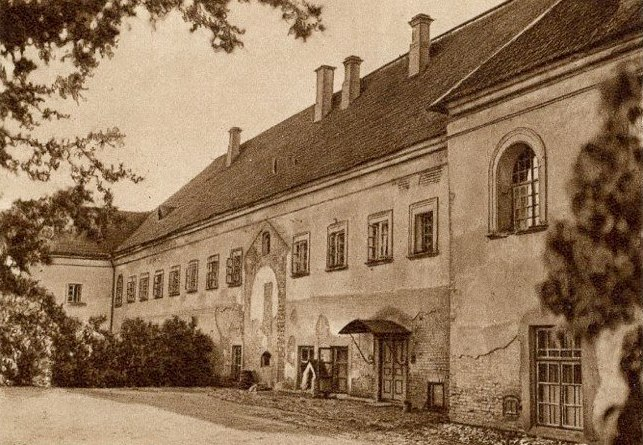
Вид монастыря с южной стороны
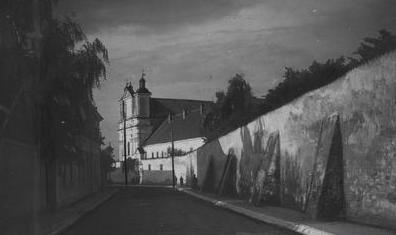
Вид на монастырь со стороны ул. Молодёжной
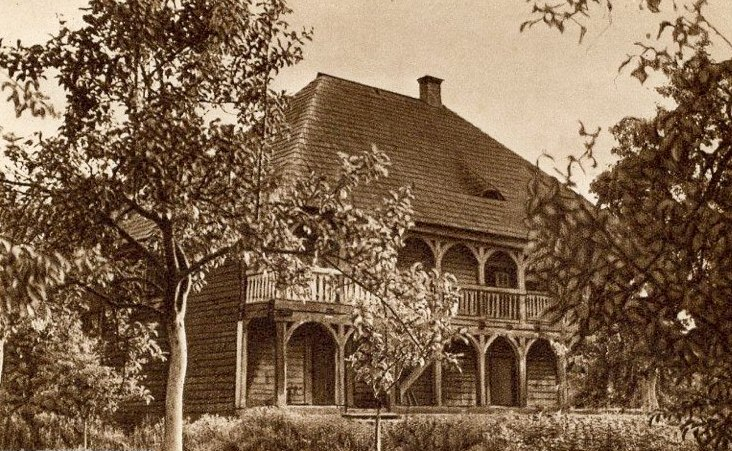
Лямус монастыря
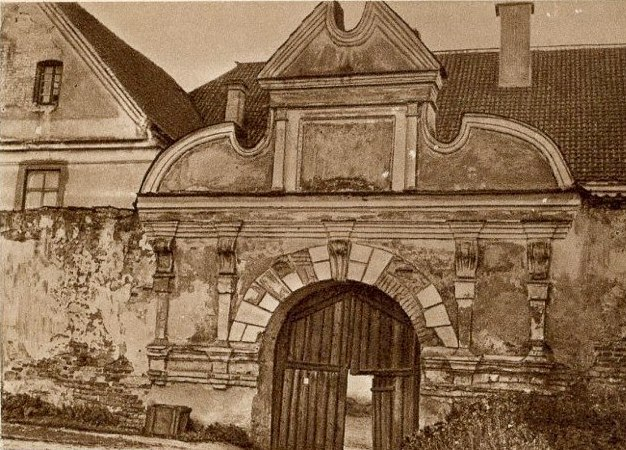
Утраченная брама с восточной стороны
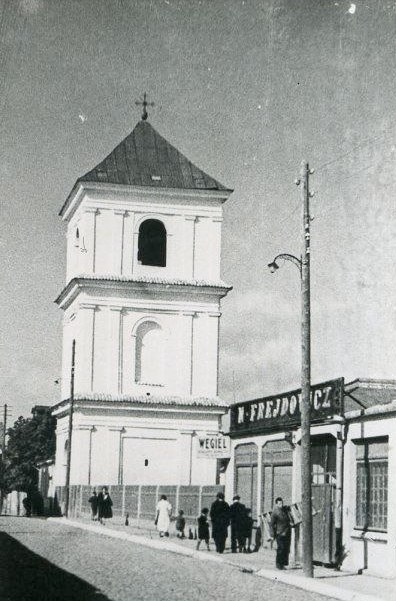
Башня-колокольня
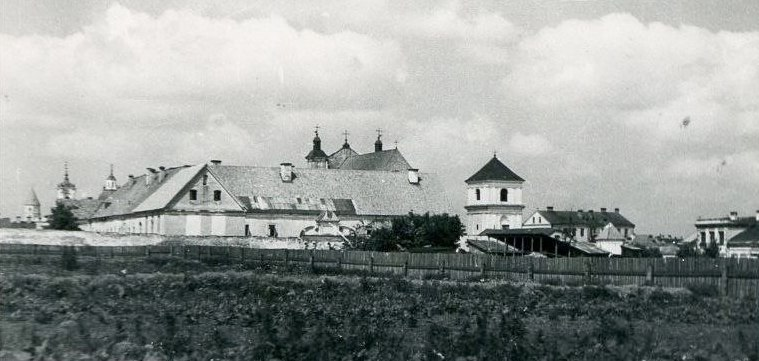
Вид на комплекс с юго-восточной стороны

## В художественной литературе
Владимир Короткевич «Земля под белыми крыльями»:

В XVII—XVIII веках мощно раскинуло каменные волны фронтонов и мачты своих колоколен барокко. Тот, кто не видел гродненского Фарного, комплекса монастыря бригиток или Францисканского костела над Неманом — представление того от нашего запада всегда будет неполным.
Оригинальный текст (бел.)У 17—18 стст. магутна раскінула каменныя хвалі франтонаў і мачты сваіх званіц барока. Той, хто не бачыў гродзенкага Фарнага, комплексу манастыра Брыгітак або Францішсканскага касцёла над Нёманам — уяўленне таго ад нашага захаду заўсёды будзе не поўным.